# Arco de Triunfo de París
El Arco de Triunfo de París (en francés: Arc de Triomphe o Arc de Triomphe de l'Étoile) es uno de los monumentos más famosos de la capital francesa y probablemente se trate del arco de triunfo más célebre del mundo. Construido entre 1806 y 1836 por orden de Napoleón Bonaparte para conmemorar la victoria en la batalla de Austerlitz, está situado en el VIII Distrito de París, sobre la plaza Charles de Gaulle, antiguamente denominada plaza de la Estrella (en francés: Place de l’Étoile), en el extremo occidental de la avenida de los Campos Elíseos, a 2,2 km de la plaza de la Concordia, ubicada en el extremo oriental de dicha avenida. Tiene una altura de 50 m, un ancho de 45 m y una profundidad de 22 m. La bóveda grande mide 29,19 m de alto por 14,62 m de ancho, mientras que la pequeña mide 18,68 m de alto por 8,44 m de ancho. Es gestionado por el Centro de los monumentos nacionales.

## Ubicación

Vista aérea de la plaza Charles de Gaulle, que rediseñó Georges-Eugène Haussmann, con anchas vías en disposición radial a partir del Arco de Triunfo

La place de l'Étoile (plaza de la Estrella) forma una enorme rotonda con doce avenidas diseñadas en el siglo XIX bajo la dirección de Georges-Eugène Haussmann, entonces prefecto del departamento del Sena, estas avenidas «irradian» en una estrella alrededor de la plaza, incluyendo la avenida Kléber, la avenida de la Grande-Armée, la avenida de Wagram y la avenida de los Campos Elíseos. El monumento está abierto todos los días de 10:00 a 22:30 horas.
El monumento está abierto al público y se accede mediante la estación de metro Charles de Gaulle–Étoile.

## Historia

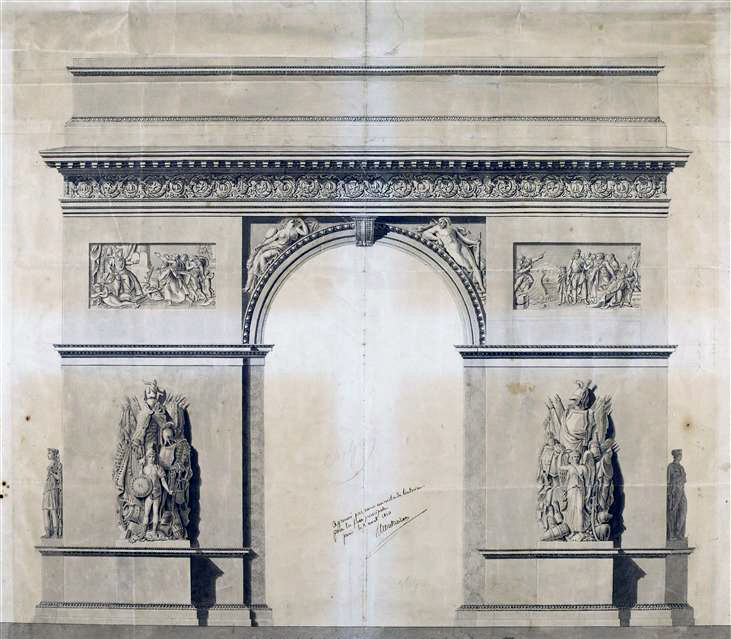
Proyecto de Jean Chalgrin, c. 1806

Napoleón Bonaparte estaba decidido a construir este arco tras su victoria en la batalla de Austerlitz (1805), cuando les prometió a sus hombres: «Volveréis a casa bajo arcos triunfales». Inicialmente Napoleón deseaba que se construyera en la plaza de la Bastilla, al este de París, que era por donde los ejércitos retornaban de la guerra. Mediante un decreto imperial de fecha 18 de febrero de 1806, ordenó la construcción de este arco triunfal dedicado a perpetuar la memoria de las victorias de los ejércitos franceses. Fue diseñado por Jean Chalgrin y Jean-Arnaud Raymond, inspirados en el Arco de Tito de Roma, y alcanza una altura de 49 m y 45 m de anchura.
En tiempos de Luis XV, medio siglo antes, estuvo proyectado otro monumento en la misma localización, un elefante de más de 50 m que expulsase un chorro de agua por la trompa, pero su construcción fue desestimada. Dentro del Arco se encuentra un museo que explica su historia y construcción. Es posible subir al techo, desde donde se puede disfrutar de una vista panorámica de algunos de los lugares turísticos más famosos de París.

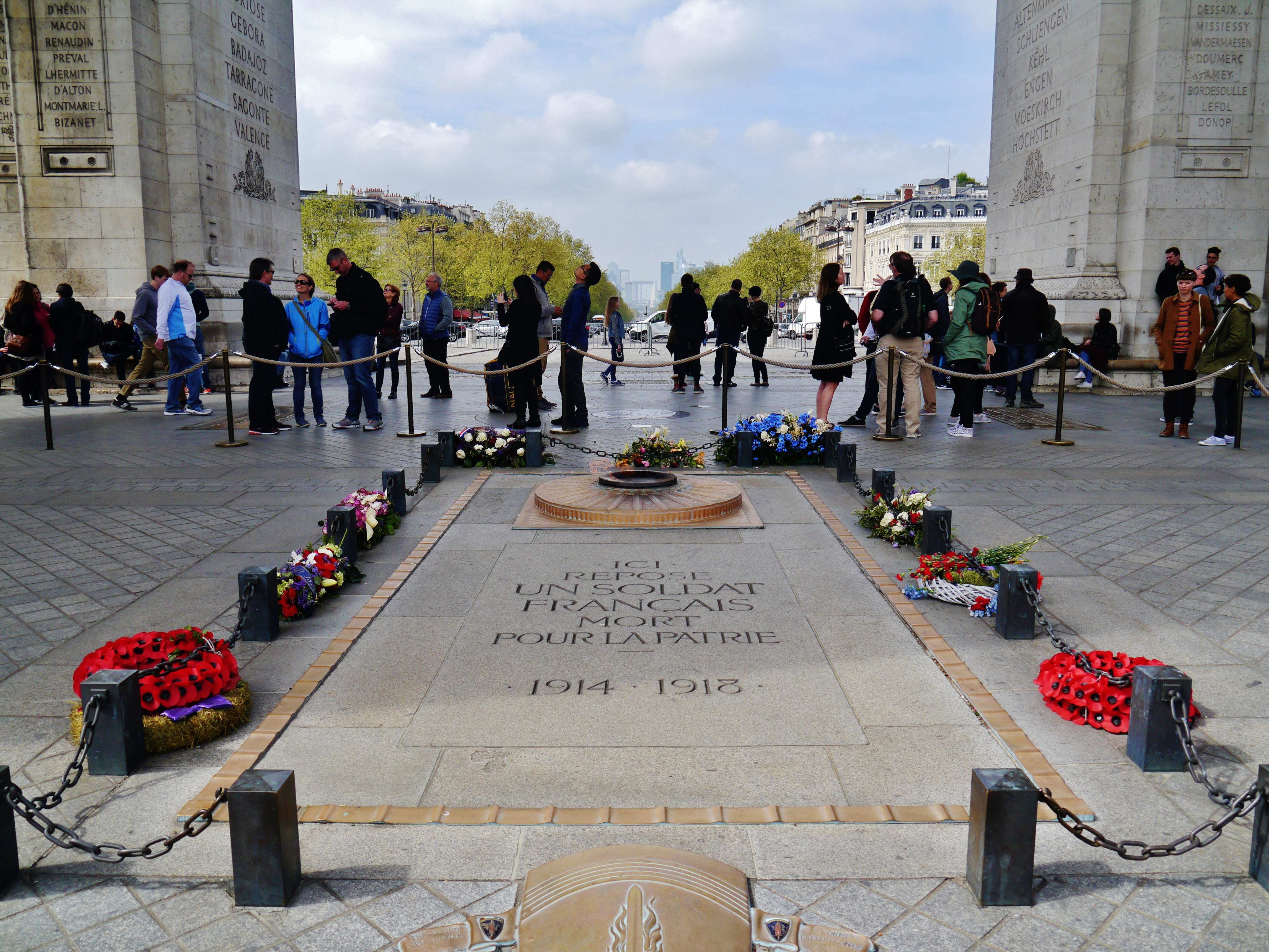
Tumba del soldado desconocido bajo el Arco de Triunfo

El Arco del Triunfo forma parte de los monumentos nacionales que poseen una fuerte carga histórica. A sus pies se encuentra la Tumba al Soldado Desconocido de la Primera Guerra Mundial, en cuya superficie hay una inscripción: ICI REPOSE UN SOLDAT FRANÇAIS MORT POUR LA PATRIE 1914-1918 («Aquí yace un soldado francés muerto por la Patria 1914-1918») y una llama continuamente encendida que las asociaciones de antiguos combatientes o de víctimas de guerras reavivan todos los días a las seis y media de la tarde, conmemorando su recuerdo, que es revivido cada 11 de noviembre, aniversario del armisticio firmado en 1918 entre Francia y Alemania y que puso fin a la Primera Guerra Mundial. En un principio, el 12 de noviembre de 1919 se había decidido enterrar los restos del soldado desconocido en el Panteón, pero a consecuencia de una campaña pública encargada de recoger cartas se decidió enterrar al soldado bajo el Arco de Triunfo. El féretro se trasladó a la capilla de la primera planta del Arco el 10 de noviembre de 1920, dejándolo finalmente en su lugar de descanso el 28 de enero de 1921.
El 11 de febrero de 2008, se inauguró una exhibición permanente dentro del monumento concebida por el artista Maurice Benayoun y el arquitecto Christophe Girault, que reserva un lugar importante a la información multimedia. Titulada Entre guerres et paix («Entre guerras y paz»), propone una lectura de la historia del monumento, tomando en consideración la evolución de su simbolismo hasta la actualidad, momento en el que el diálogo y la reconciliación se imponen frente la confrontación armada.

## Detalles
- Los cuatro grupos escultóricos principales en cada uno de los pilares del Arco son:
  - Le Départ de 1792 (o La Marsellesa), obra de François Rude. El grupo escultórico celebra la causa de la Primera República francesa durante el levantamiento del 10 de agosto. Por encima de los voluntarios se encuentra la personificación alada de la libertad. Este grupo sirvió como herramienta de reclutamiento en los primeros meses de la Primera Guerra Mundial y alentó a los franceses a invertir en préstamos de guerra en 1915-1916.[6]
  - Le Triomphe de 1810, de Jean-Pierre Cortot celebra el Tratado de Schönbrunn. Este grupo cuenta con Napoleón Bonaparte, coronado por la diosa de la victoria.
  - La Résistance de 1814, de Antoine Étex conmemora la resistencia francesa a los ejércitos aliados durante la Guerra de la Sexta Coalición.
  - La Paix de 1815, de Antoine Étex conmemora el Tratado de París, concluido en ese año.

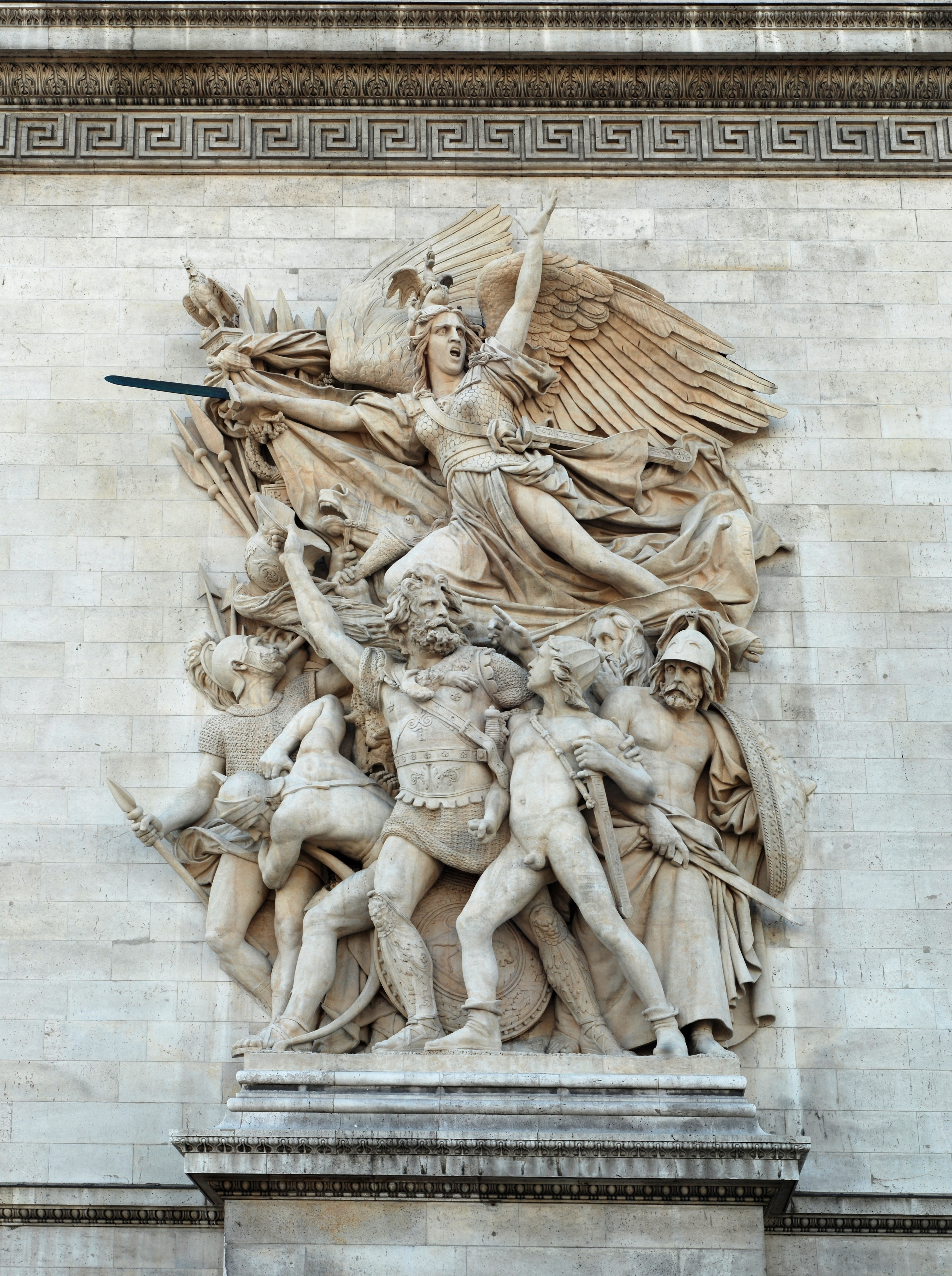
Le Départ de 1792 (La Marsellesa)
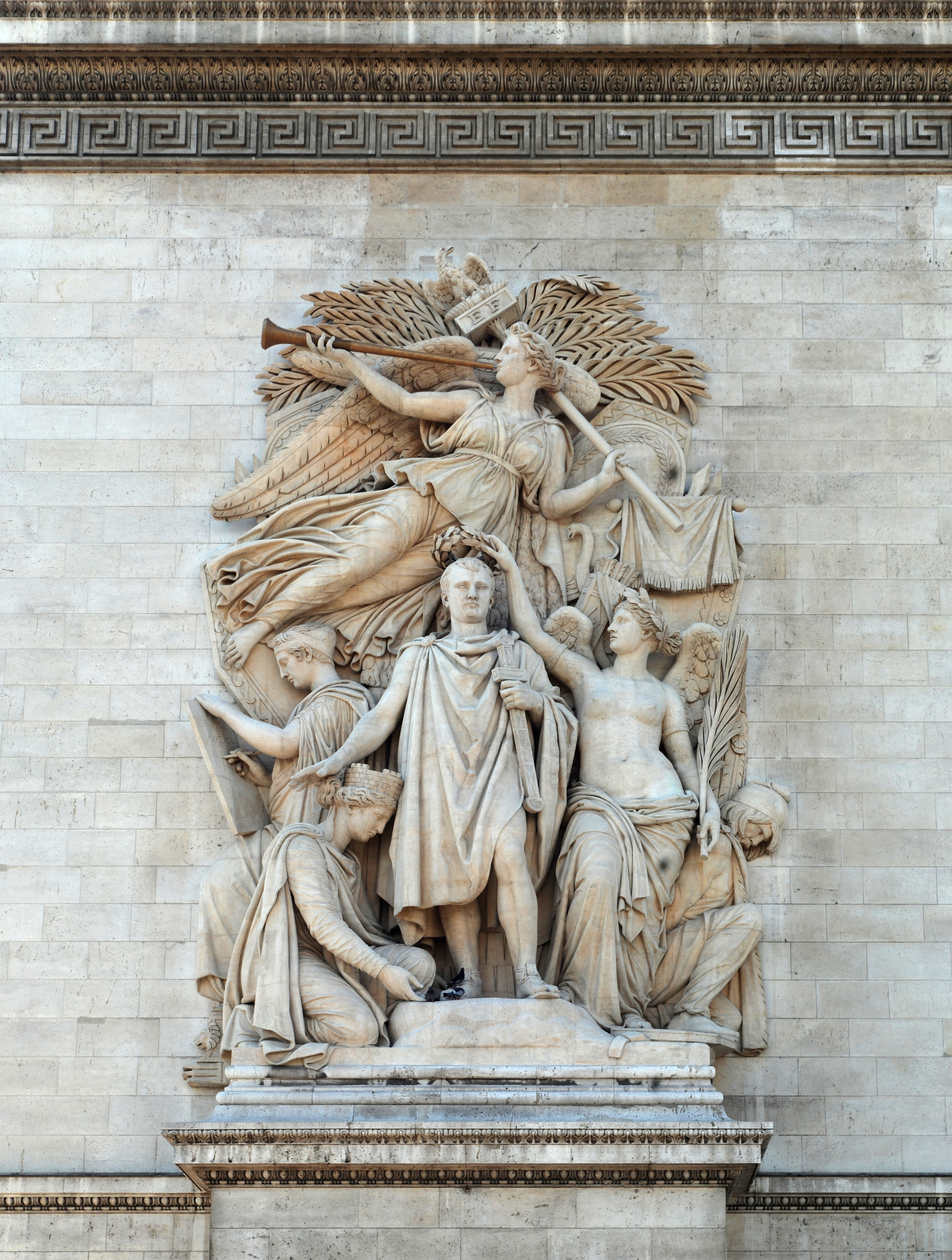
Le Triomphe de 1810
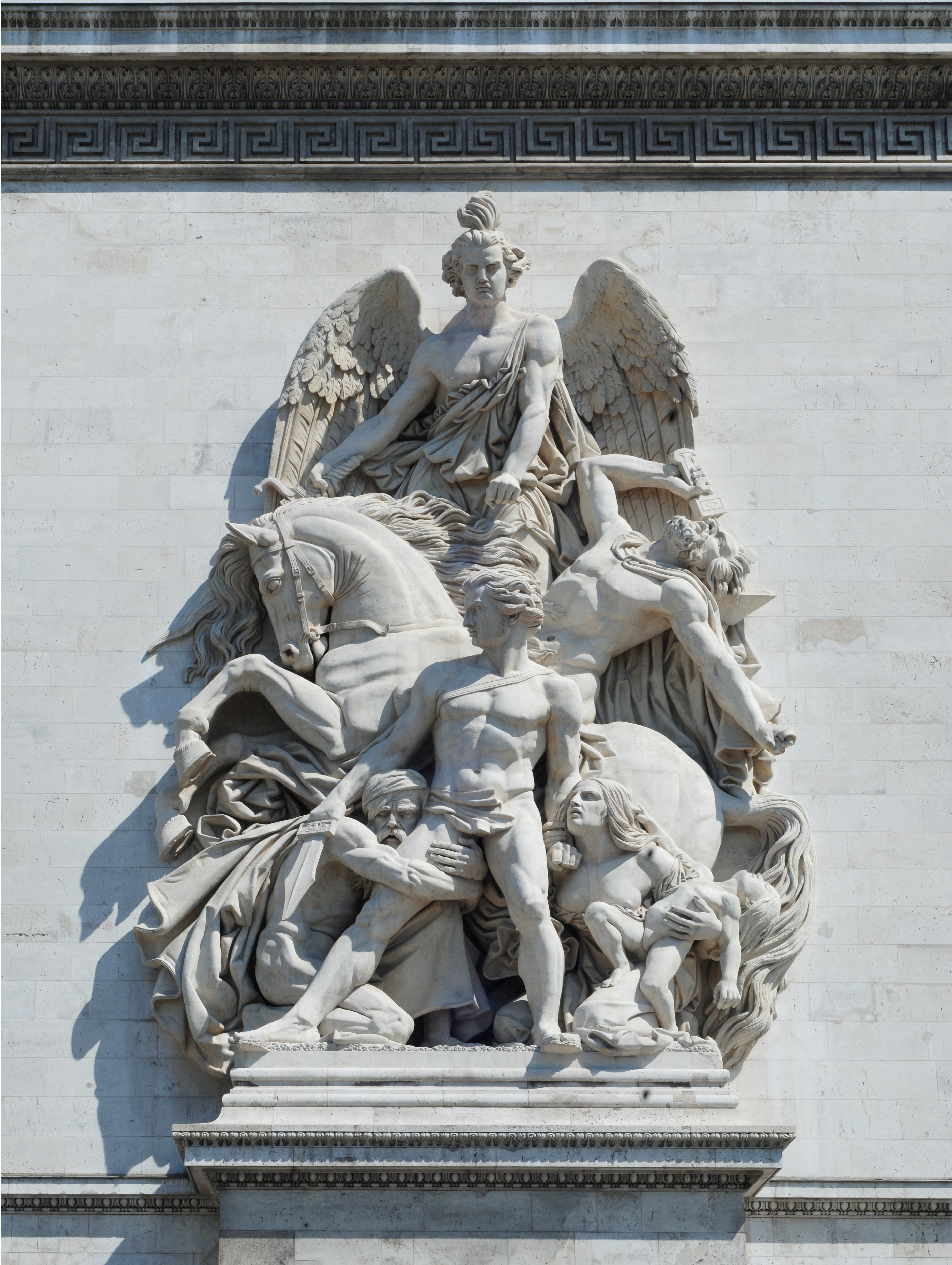
La Résistance de 1814
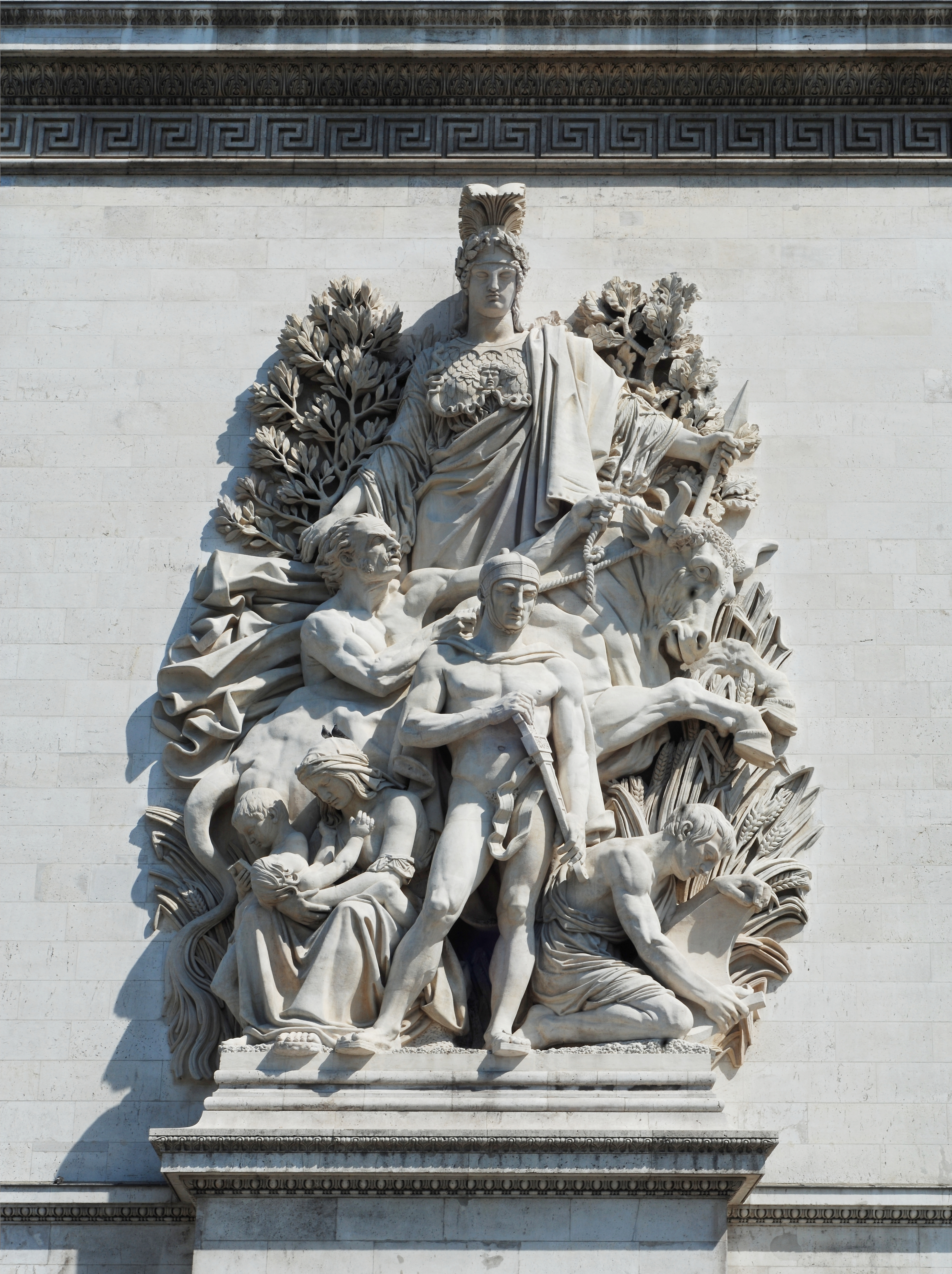
La Paix de 1815

- Seis relieves esculpidos en las fachadas del Arco, que representan momentos importantes de la Revolución francesa y de la etapa napoleónica, incluyen:
  - Les funérailles du Général Marceau (el funeral del General Marceau), por Henri Lemaire (fachada sur, derecha).
  - La bataille d'Aboukir (la batalla de Abukir), por Bernard Seurre (fachada sur, izquierda).
  - La bataille de Jemappes (la batalla de Jemappes), por Carlo Marochetti (fachada este).
  - Le passage du pont d'Arcole (la batalla del puente de Arcole), por Jean-Jacques Feuchère (fachada norte, derecha).
  - La prise d'Alexandrie (la toma de Alejandría), por John-Étienne Chaponnière (fachada norte, izquierda).
  - La bataille d'Austerlitz (la batalla de Austerlitz), por Théodore Gechter (fachada oeste).

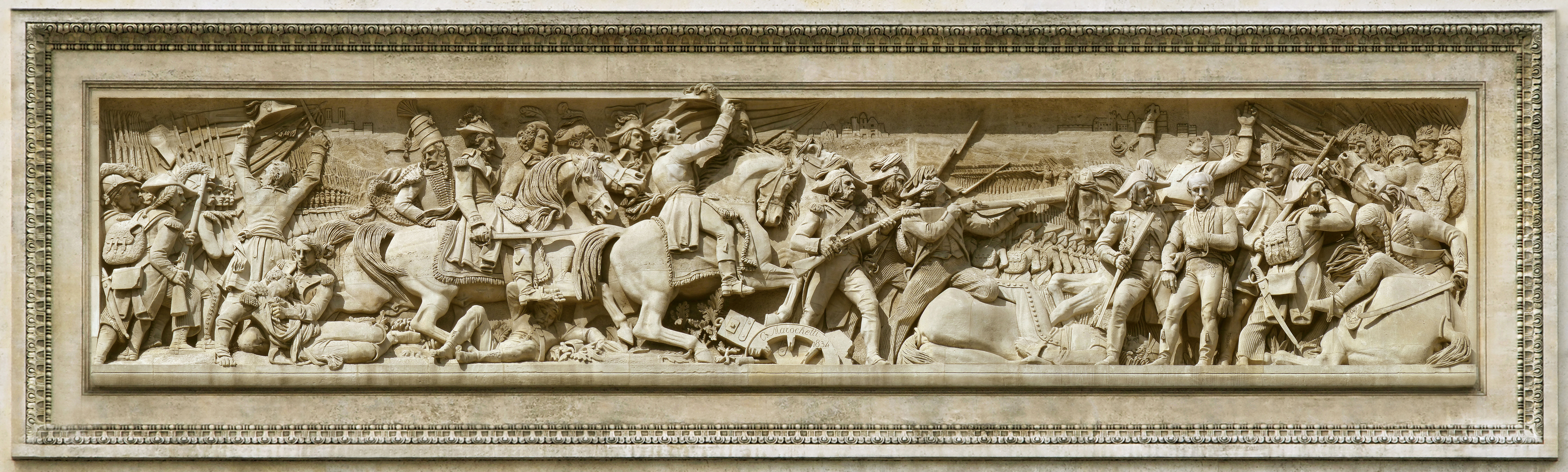
La bataille de Jemmappes, 6 de noviembre de 1792
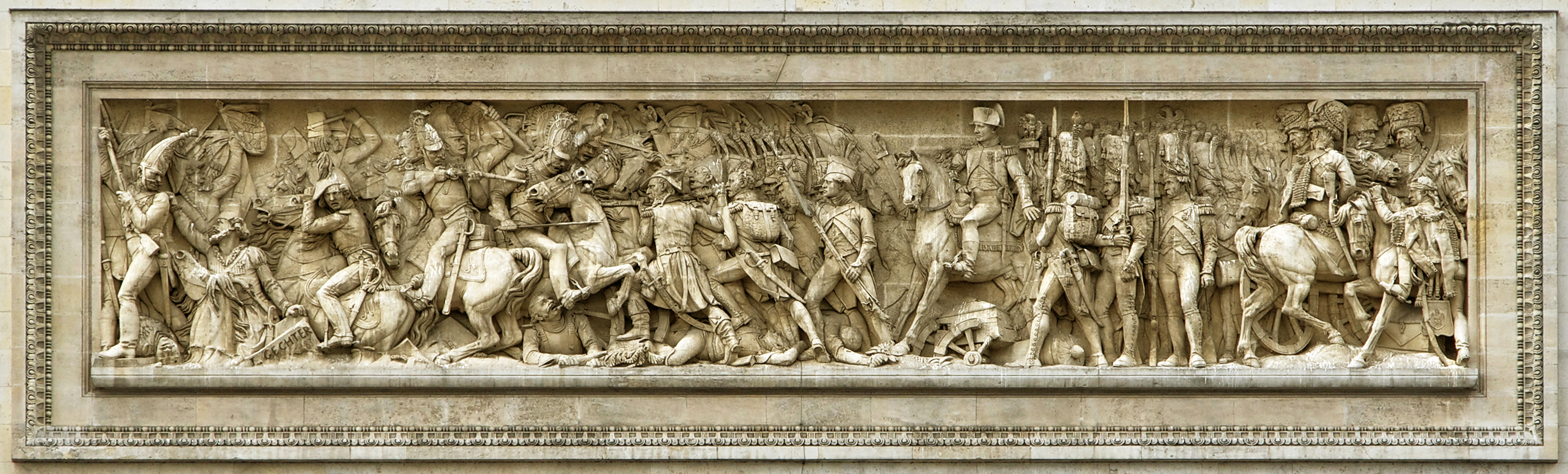
La bataille d'Austerlitz, 2 de diciembre de 1805

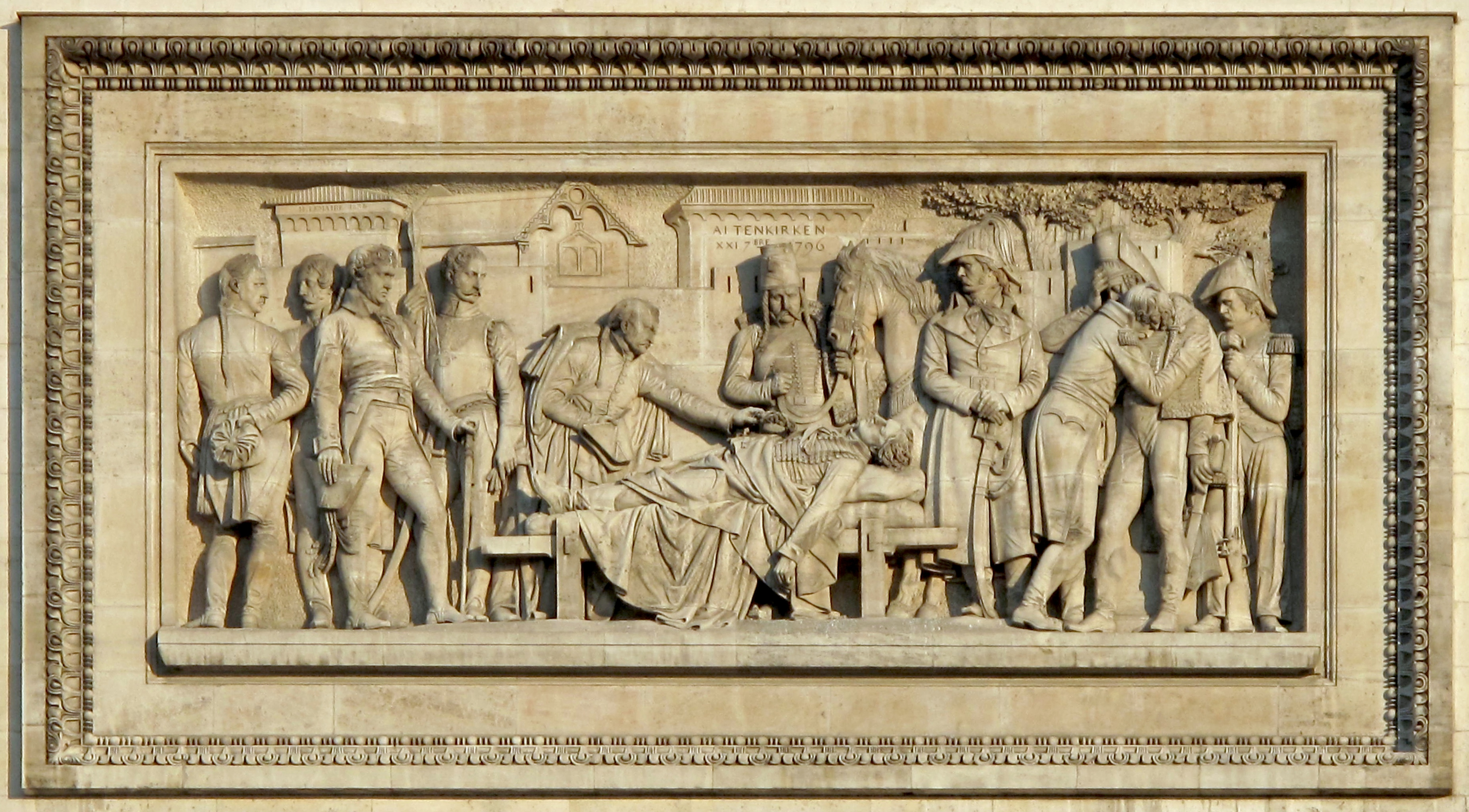
Les funérailles du Général Marceau, 21 de septiembre de 1796
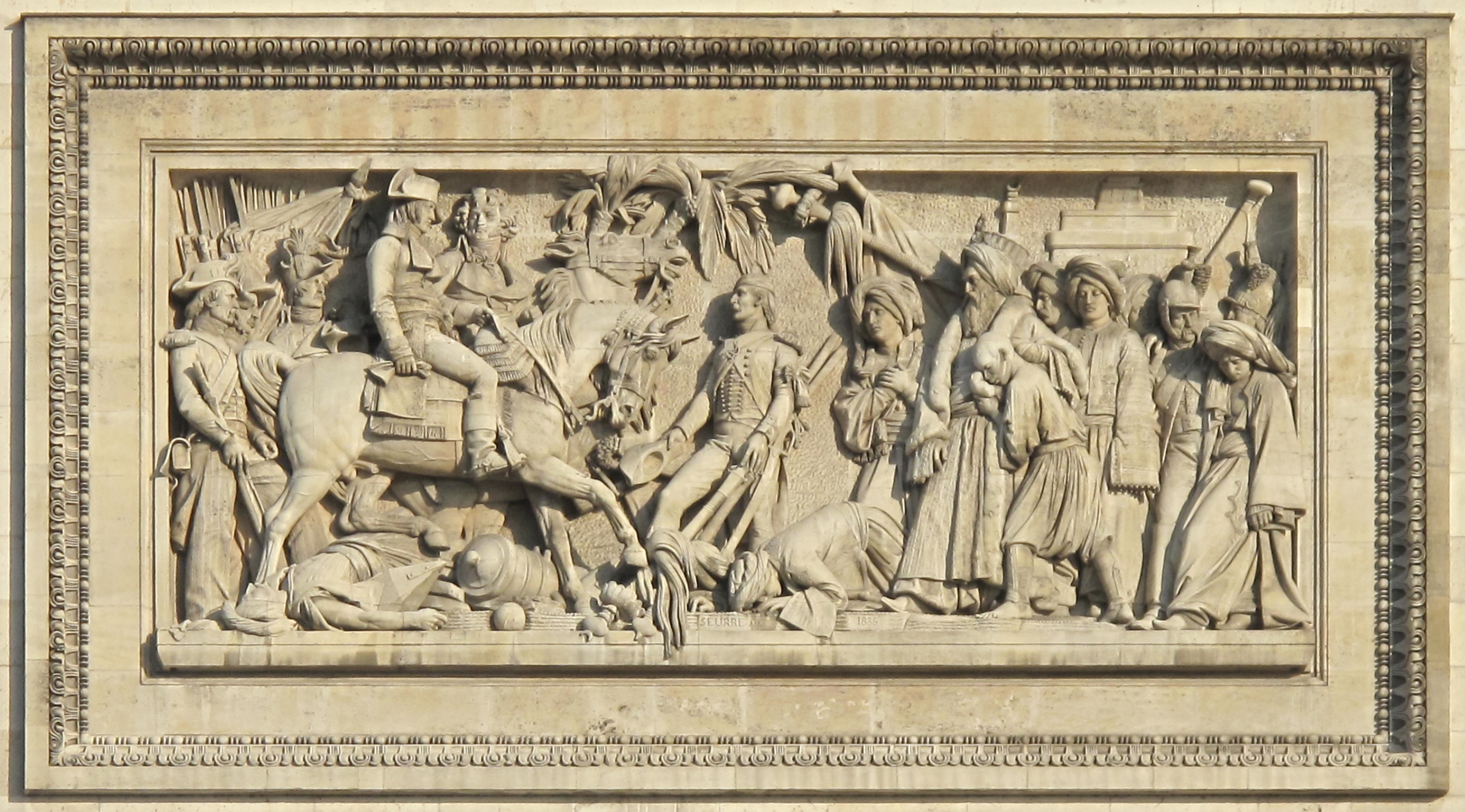
La bataille d'Aboukir, 25 de julio de 1799
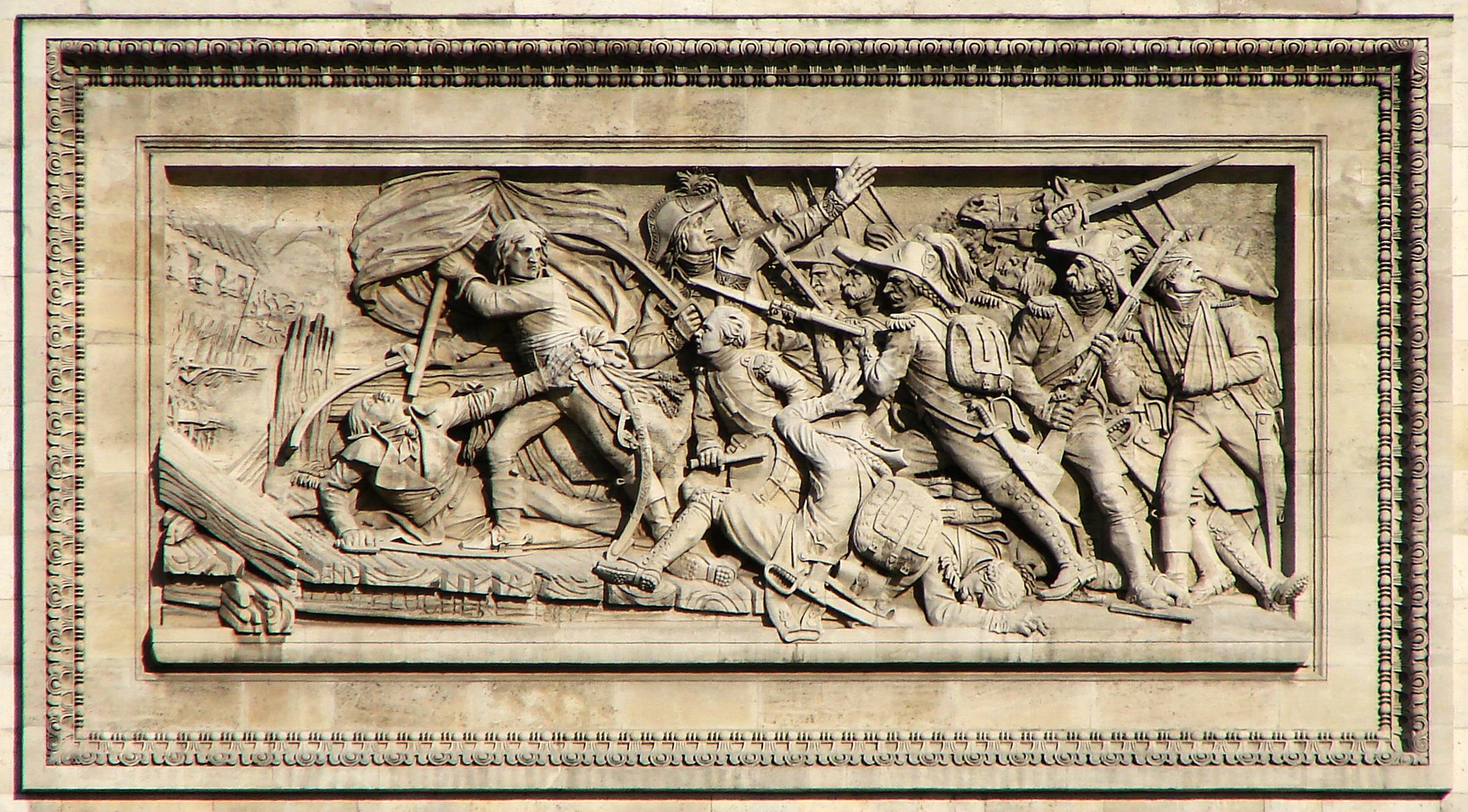
Le passage du pont d'Arcole, 15 de noviembre de 1796
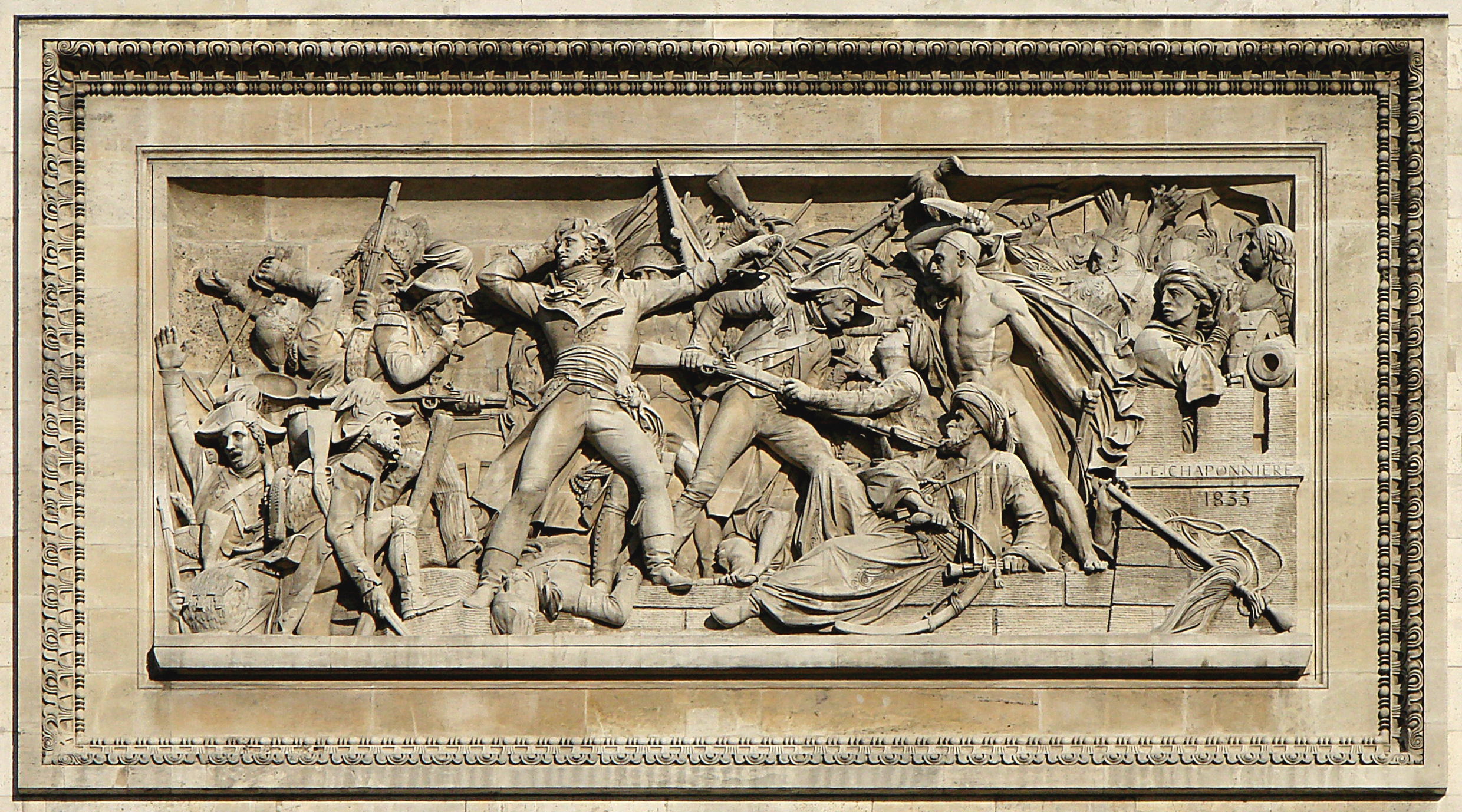
La prise d'Alexandrie, 3 de julio de 1798

- Los nombres de grandes batallas de las guerras revolucionarias y napoleónicas francesas están grabadas en los 30 escudos circulares que rodean el ático.

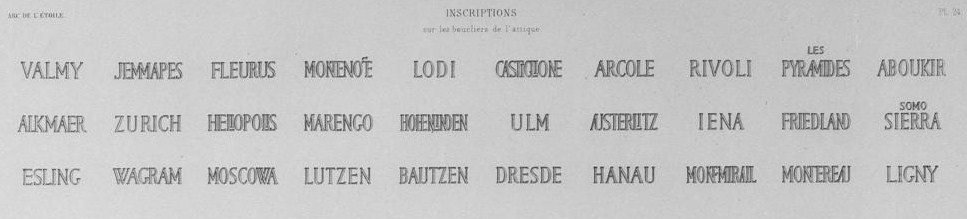

- Una lista de 96 batallas está grabada bajo los grandes arcos en las fachadas interiores del monumento.

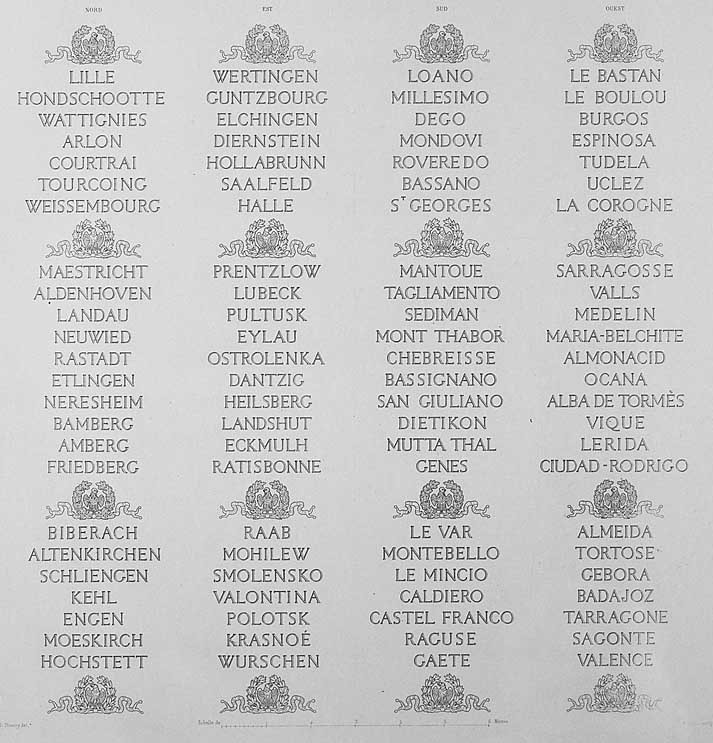

- En las fachadas interiores de los arcos pequeños se encuentran grabados los nombres de los líderes militares de la Revolución Francesa y del Imperio. Los nombres de los que murieron en el campo de batalla están subrayados.

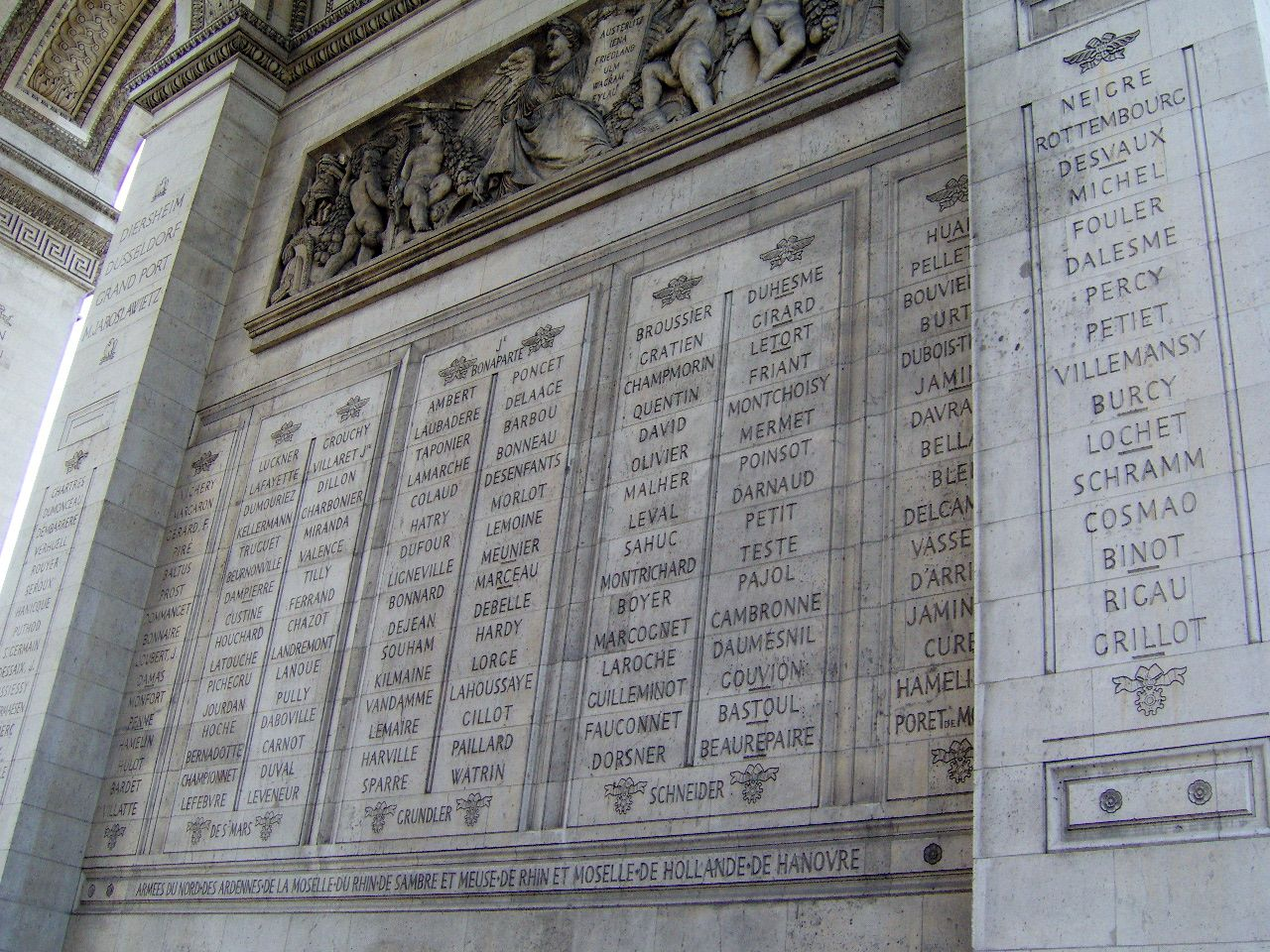
Pilar norte
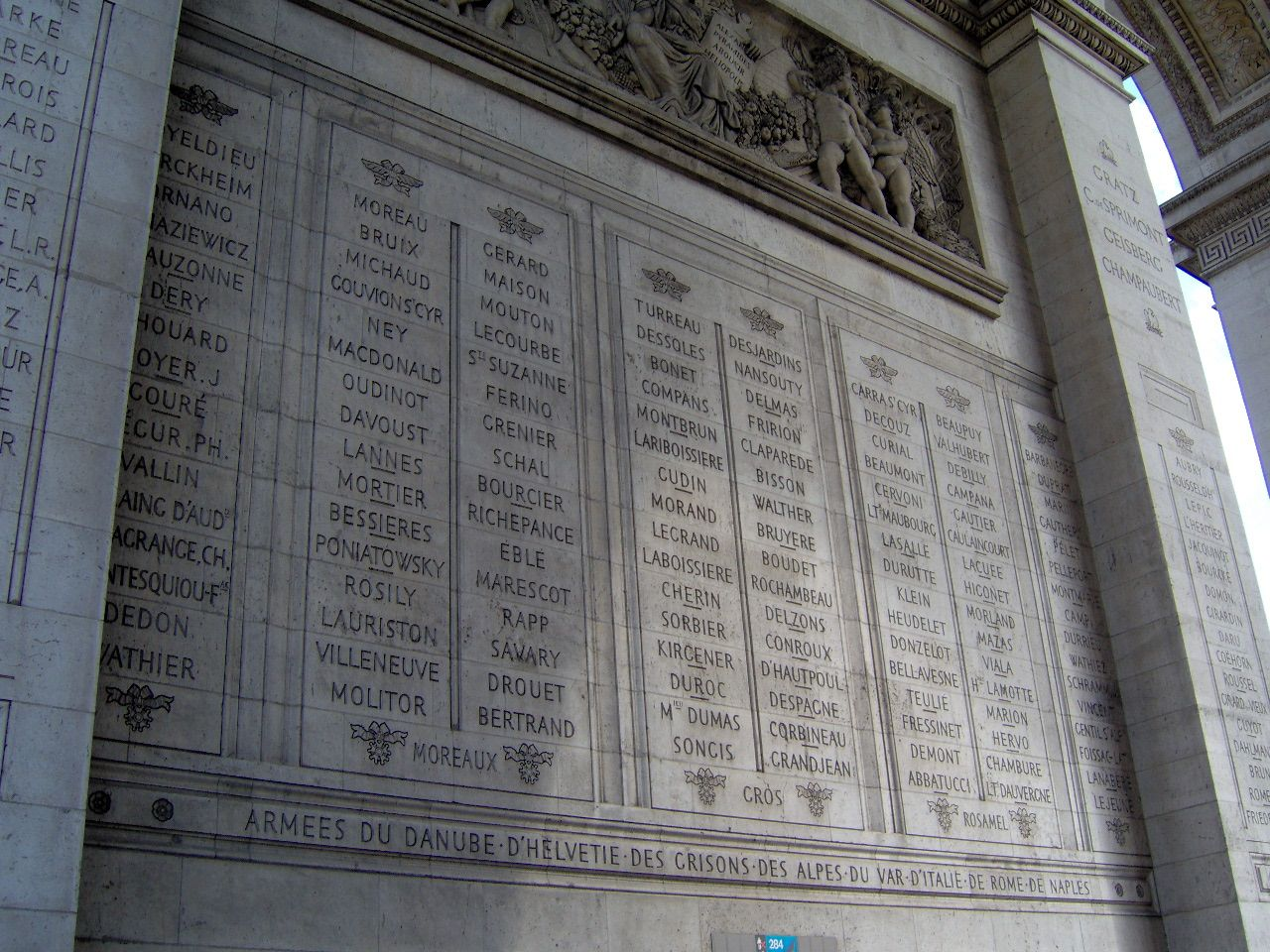
Pilar este
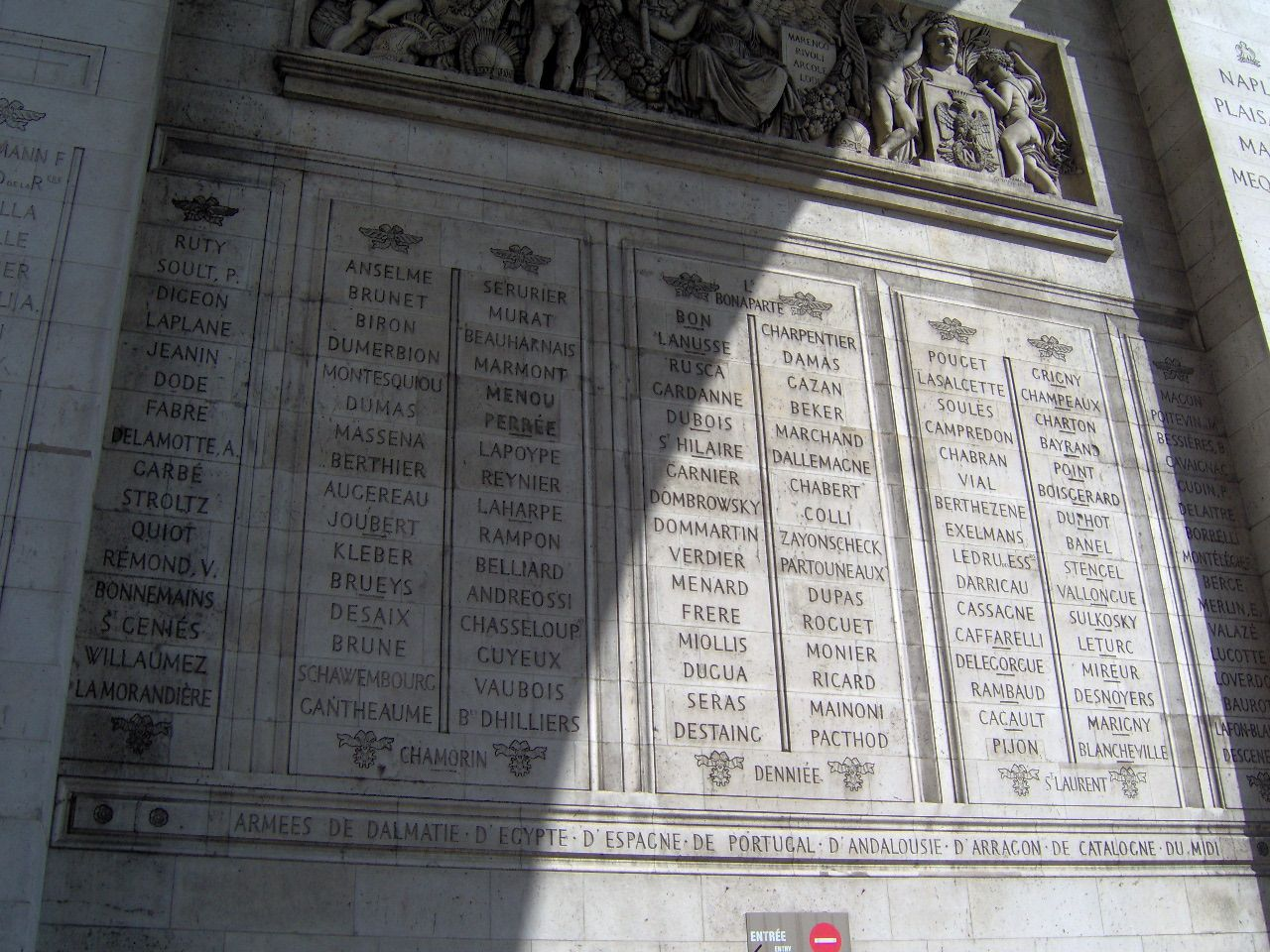
Pilar sur
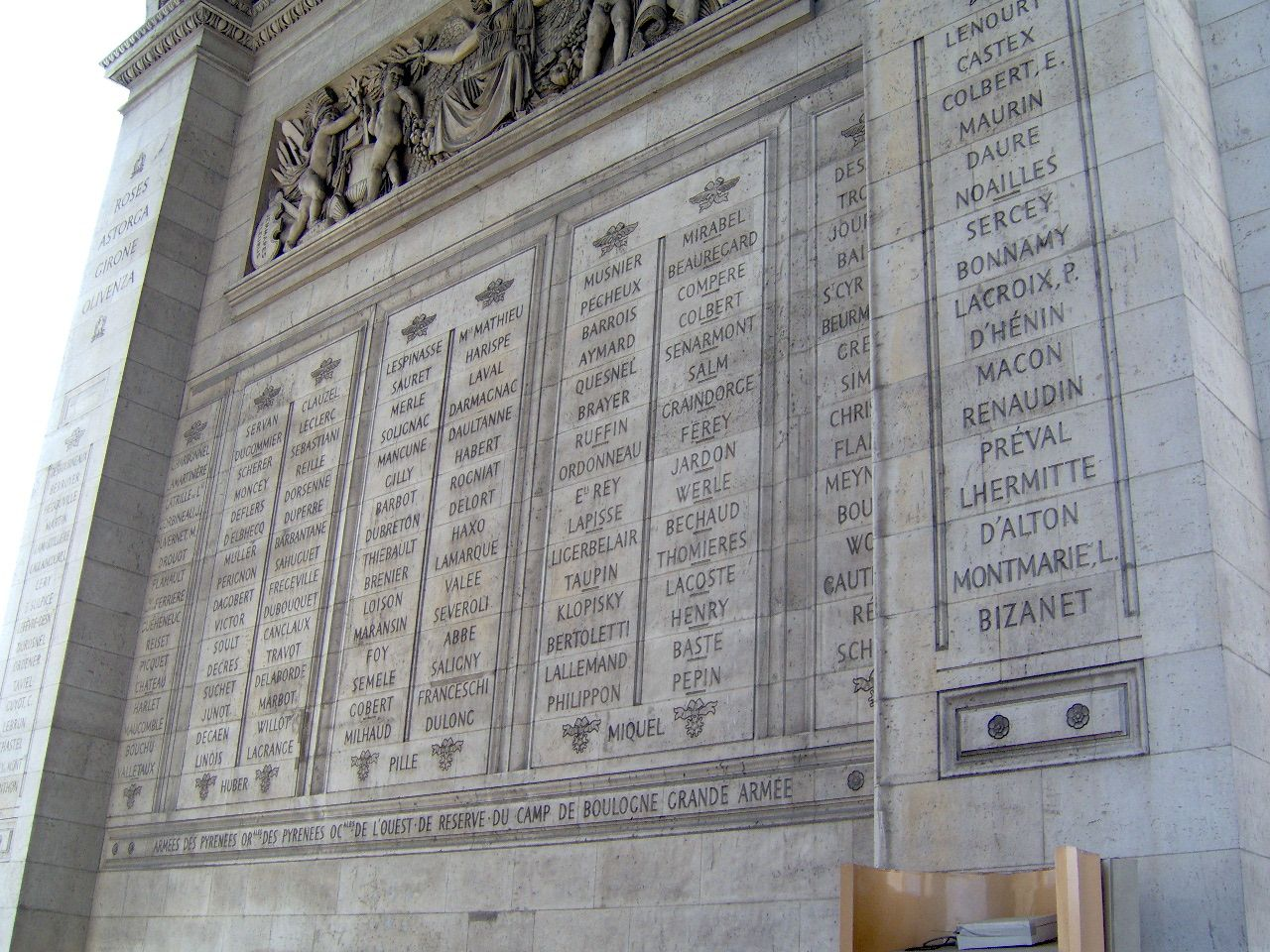
Pilar oeste

- Las grandes arcadas están decoradas con figuras alegóricas que representan personajes en la mitología romana, realizadas por el escultor James Pradier (izquierda); y el techo con rosas esculpidas (derecha).

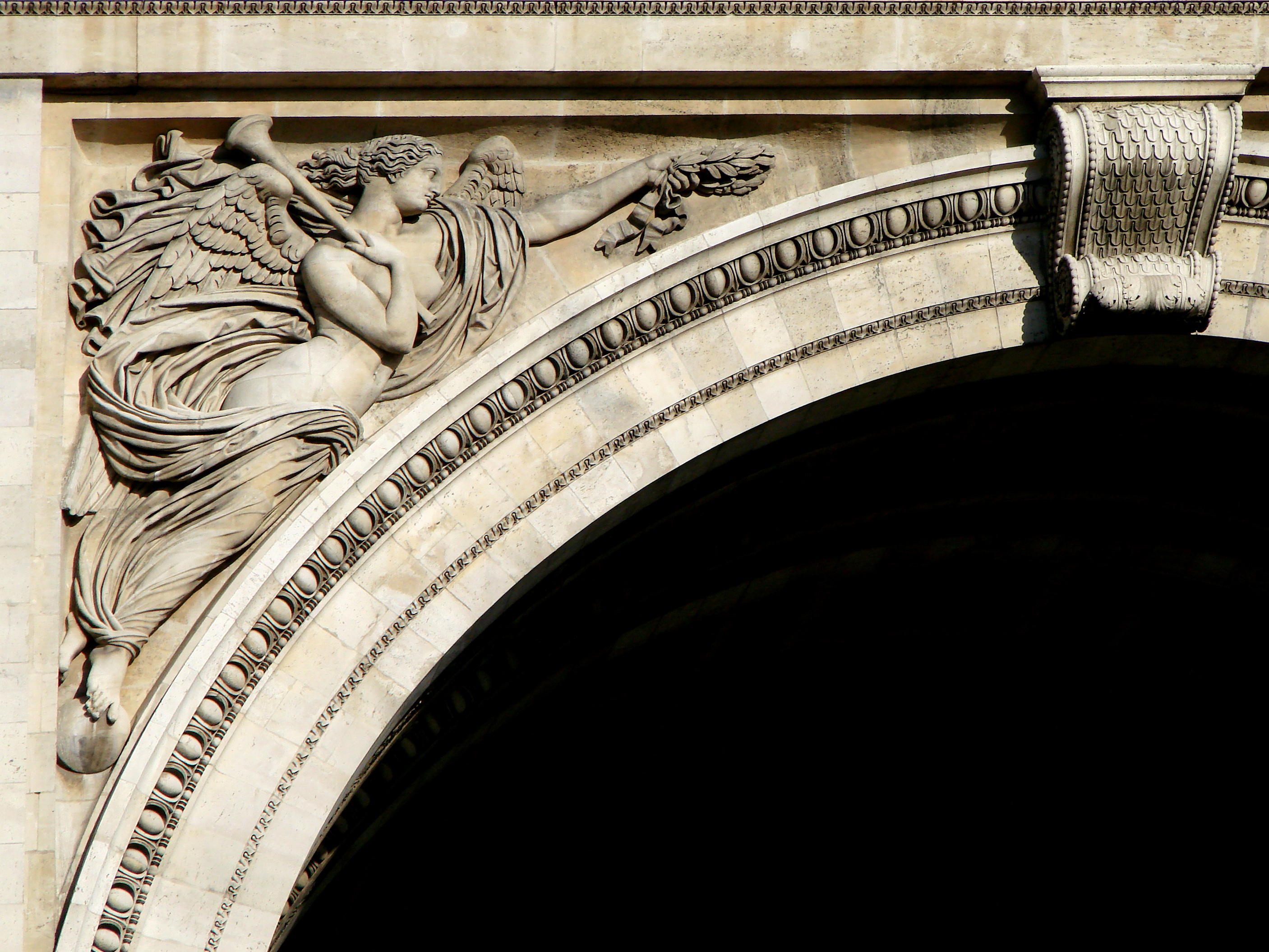
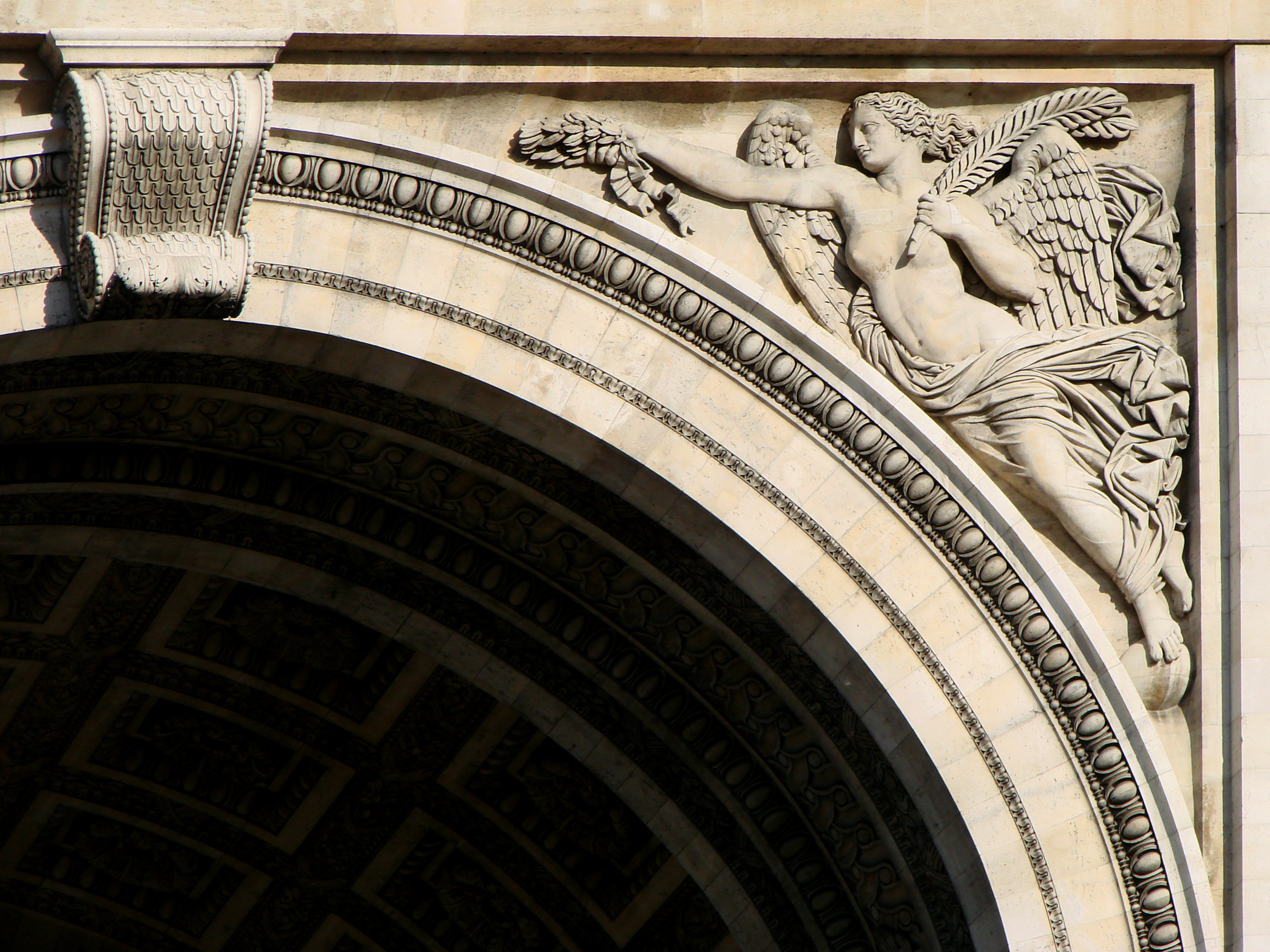
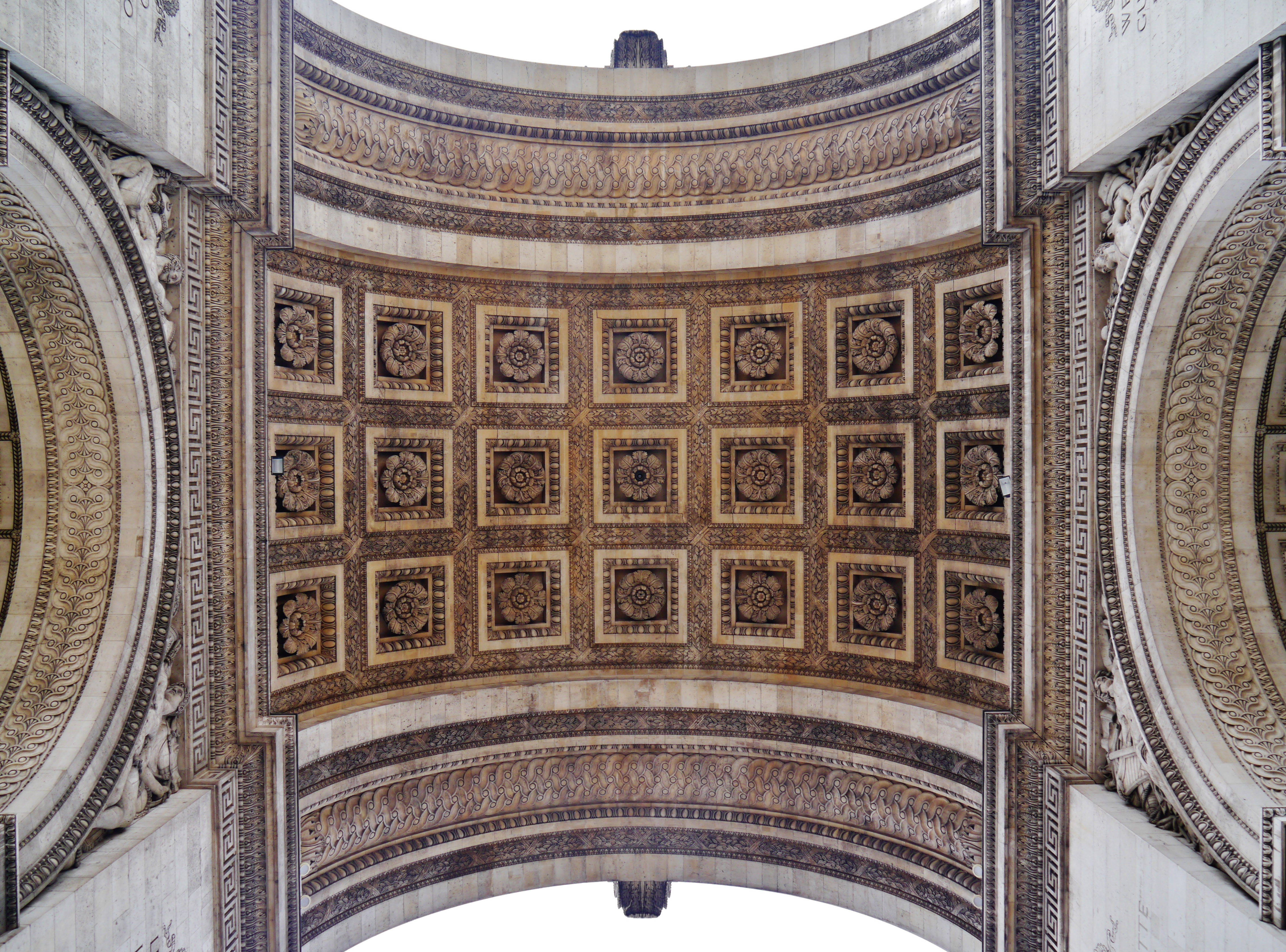
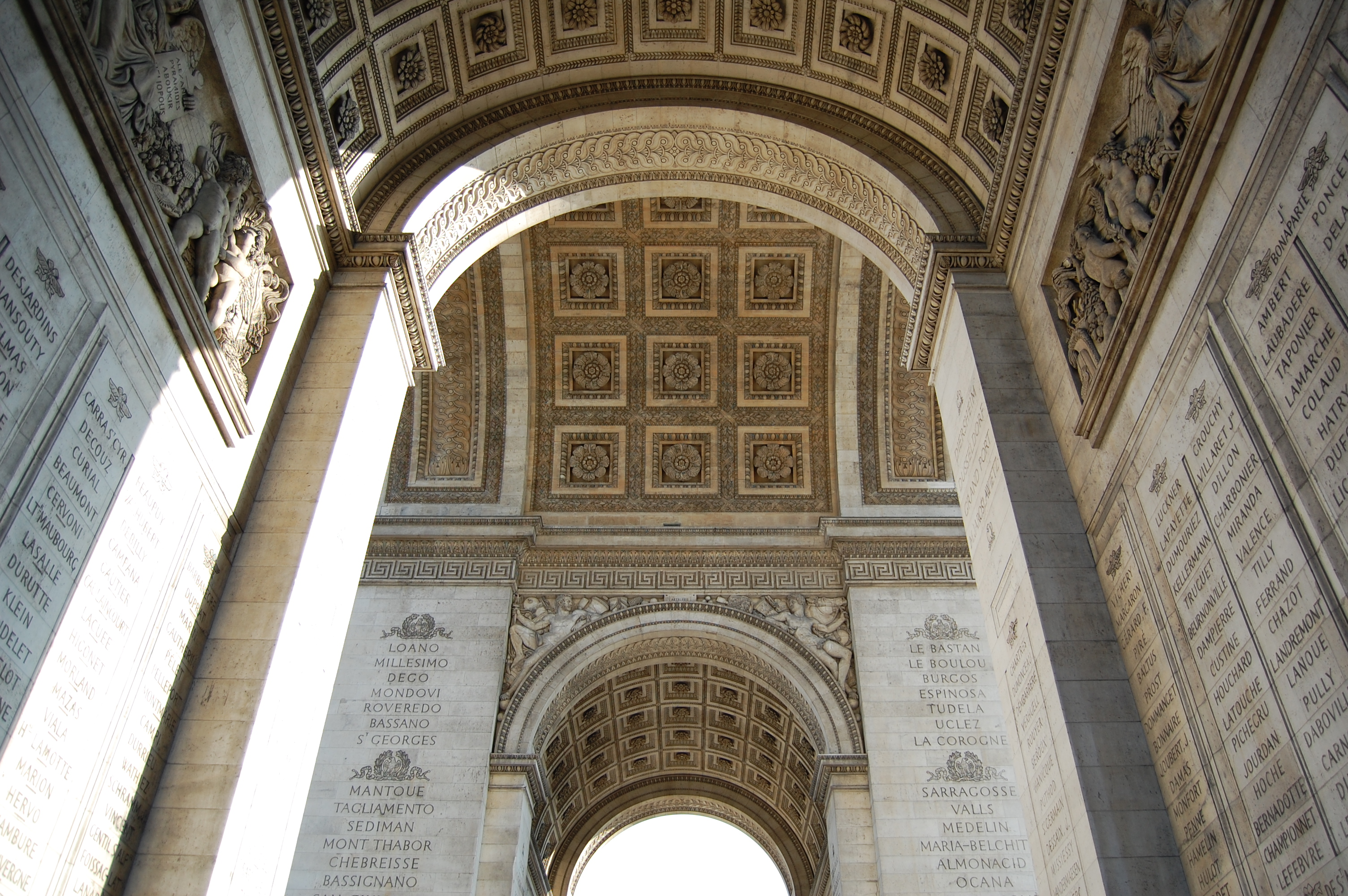

- Interior del Arco de Triunfo (izquierda y centro), y las placas de bronce que rodean el monumento.

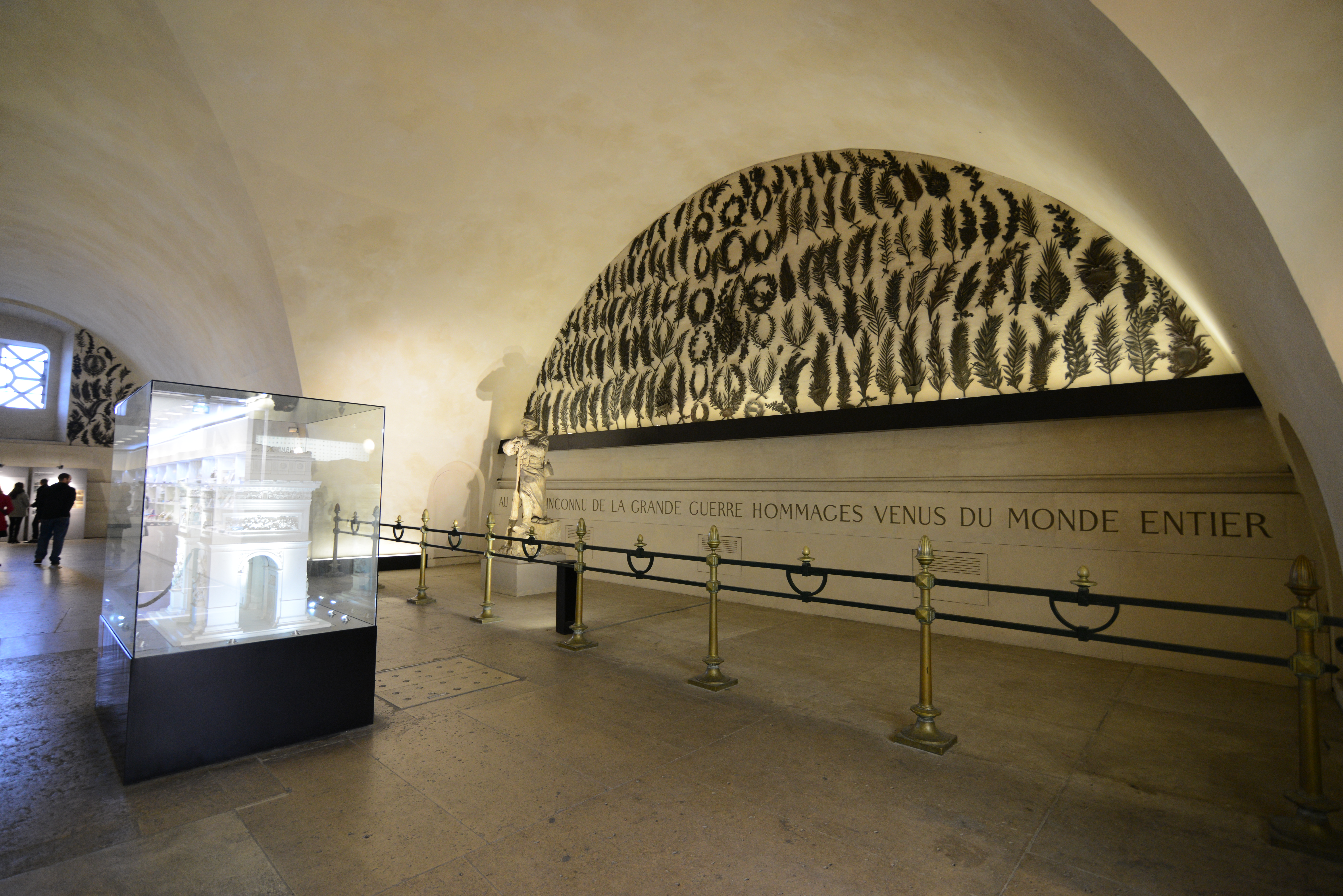
Interior del Arco de Triunfo
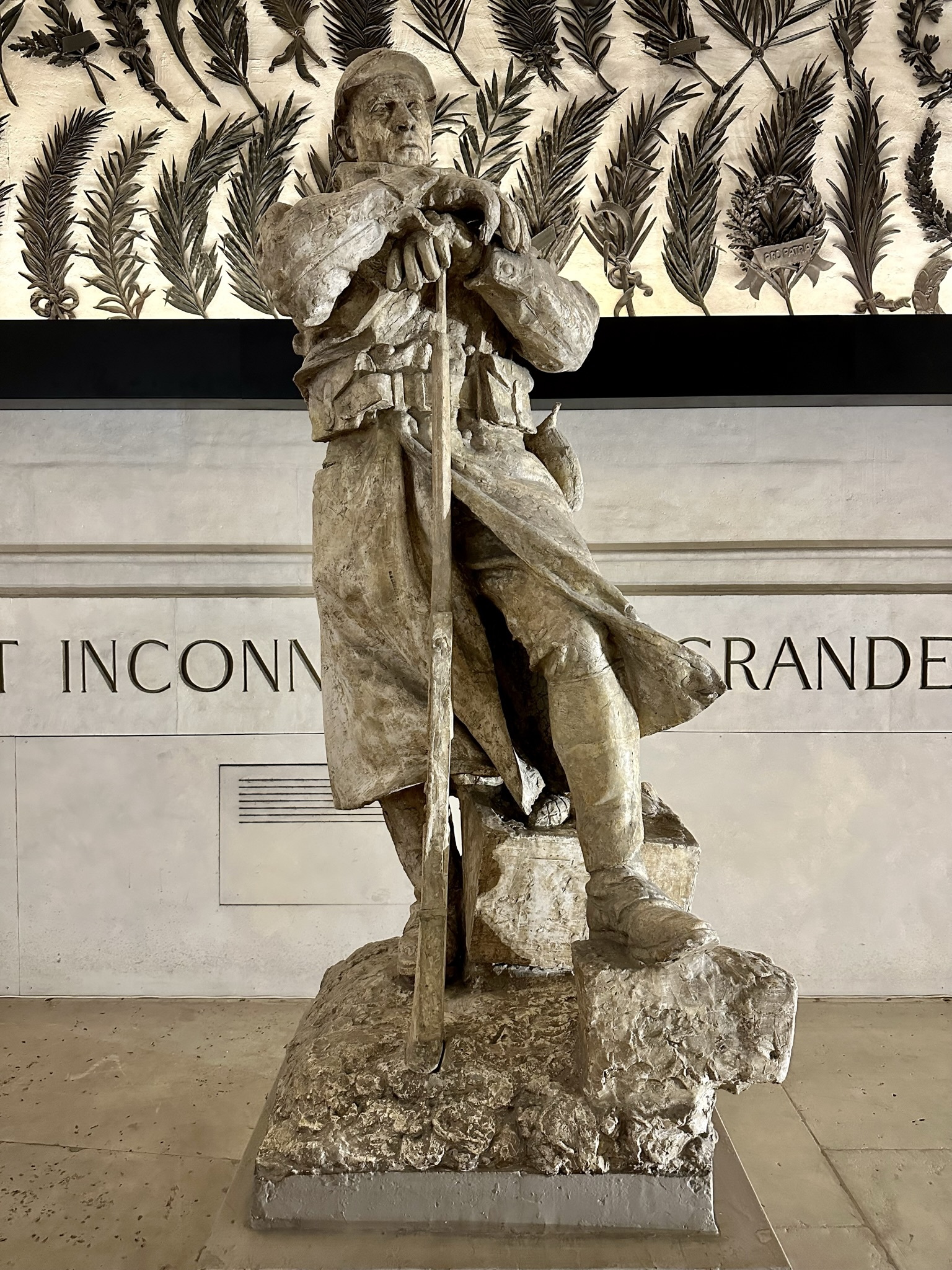
Monumento a la Gran Guerra
Exposición permanente acerca del diseño del Arco
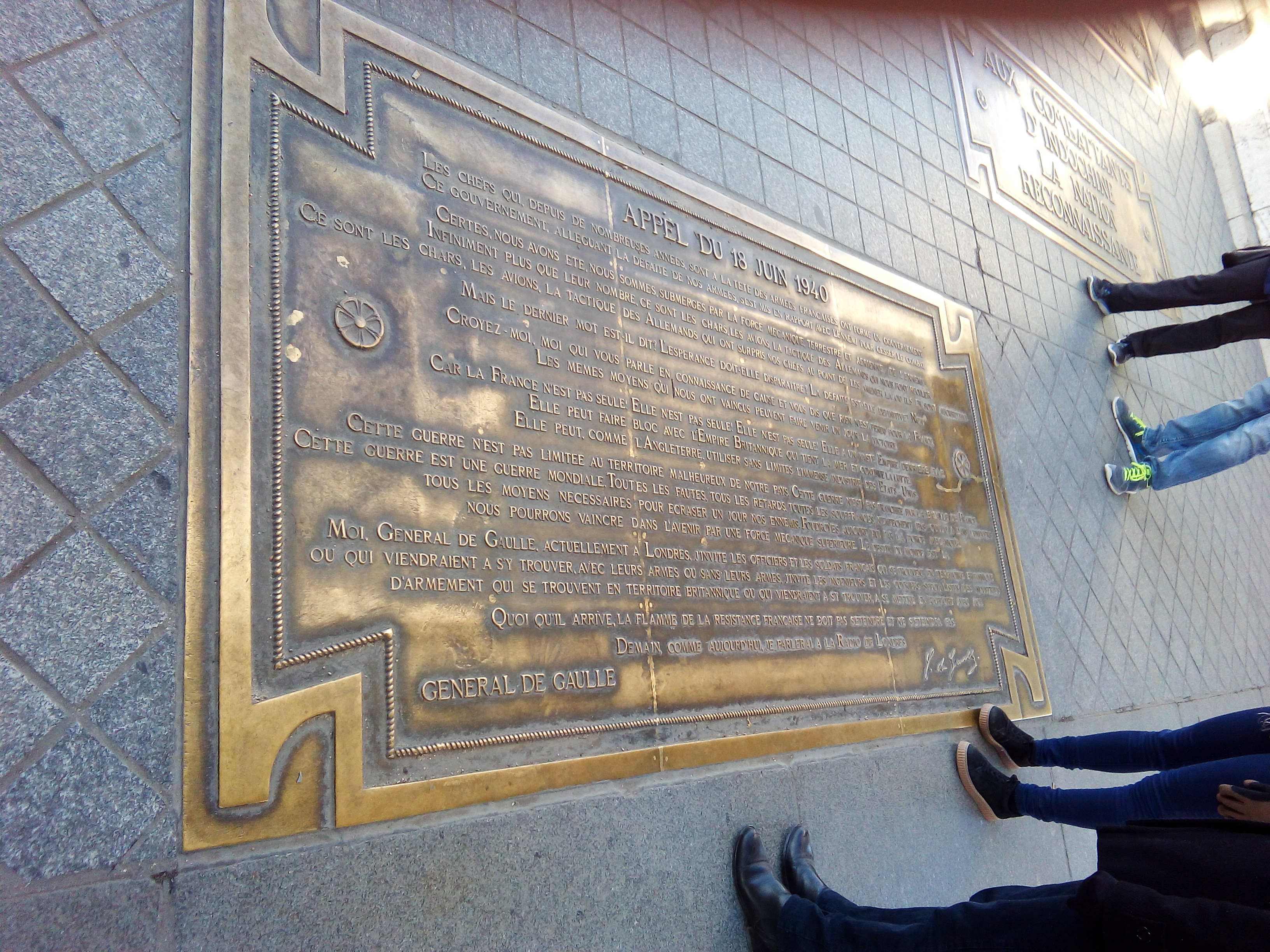
Placa con un discurso de Charles de Gaulle
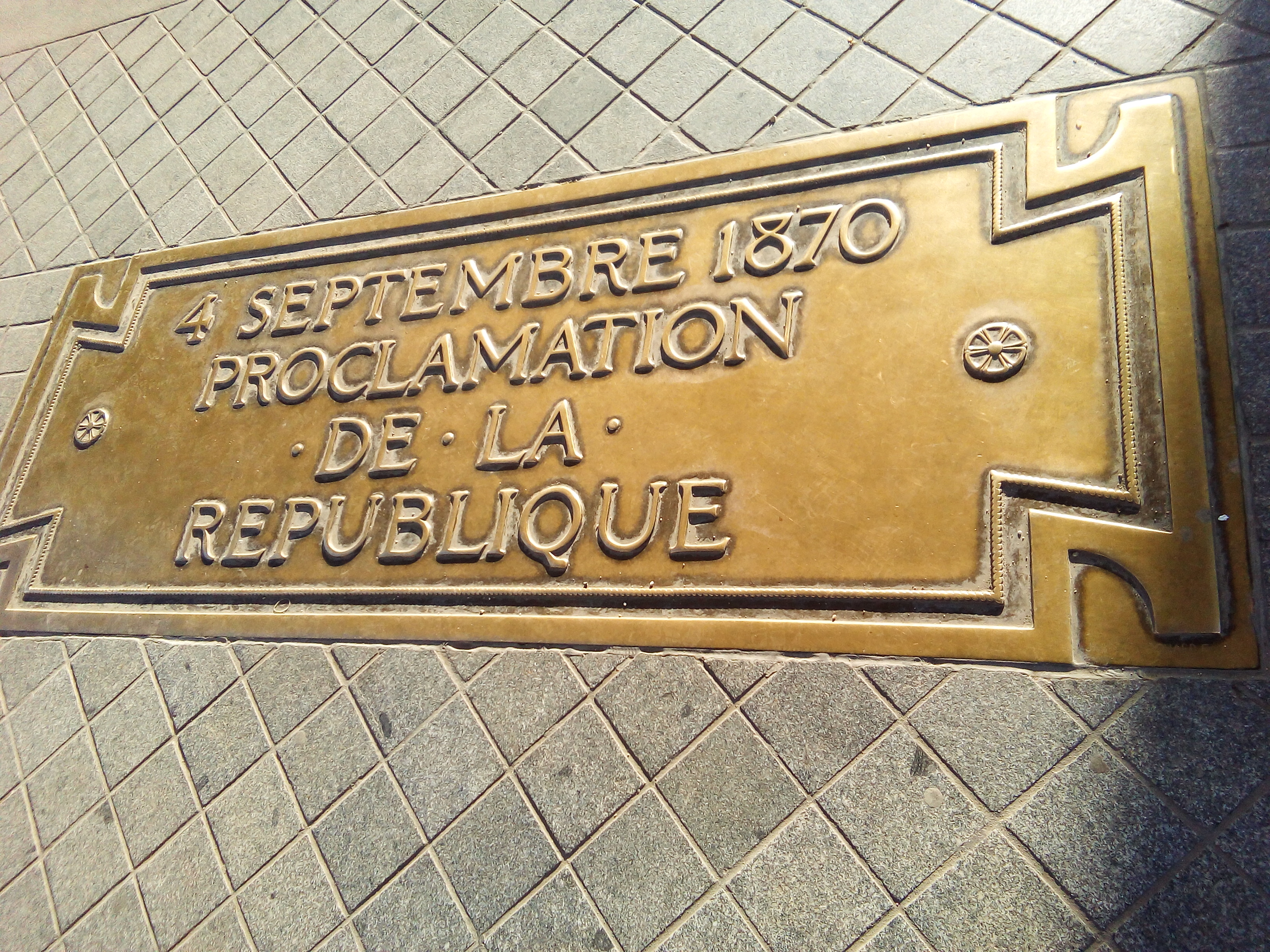
Placa de la proclamación de la República

## Símbolo histórico
El Arco de Triunfo es uno de los monumentos nacionales con una fuerte connotación histórica. Esta importancia ha crecido desde que los restos del Soldado Desconocido, asesinado durante la Primera Guerra Mundial, fueron enterrados allí el 28 de enero de 1921. Dos años después, André Maginot, entonces ministro de Guerra, apoyó el proyecto de instalar allí una «llama del recuerdo» que fue encendida por primera vez el 11 de noviembre de 1923 por el ministro. Esta llama eterna es, junto con la del altar de la Patria en Roma, la primera de su tipo desde la extinción de la llama de las Vestales en 391. Conmemora los soldados que murieron en combate y nunca se apaga: es revivido todas las tardes a las 18.30 horas por asociaciones de veteranos o víctimas de guerra. Este gesto simbólico de revivir se logró incluso el 14 de junio de 1940, cuando el ejército alemán entró en París y marchó sobre la Place de l'Étoile: ese día, el resurgimiento tuvo lugar frente a los oficiales alemanes que autorizaron la ceremonia.
En febrero de 2008, el artista Maurice Benayoun y el arquitecto Christophe Girault inauguraron la nueva escenografía permanente del Arco de Triunfo. Renovando la exposición de los años 30, esta nueva museografía da un gran lugar a la multimedia. Bajo el título "Entre guerras y paz", ofrece una lectura de la historia del monumento, teniendo en cuenta la evolución de su simbolismo hasta el período actual, período en el que los valores del diálogo y el encuentro priman sobre el enfrentamiento. Ejército. Una presentación multimedia cuenta la historia del monumento en siete estaciones. Te permite descubrir lo que pudo haber sido (los proyectos no realizados), lo que ha desaparecido y lo que no se puede ver fácilmente (la decoración esculpida).

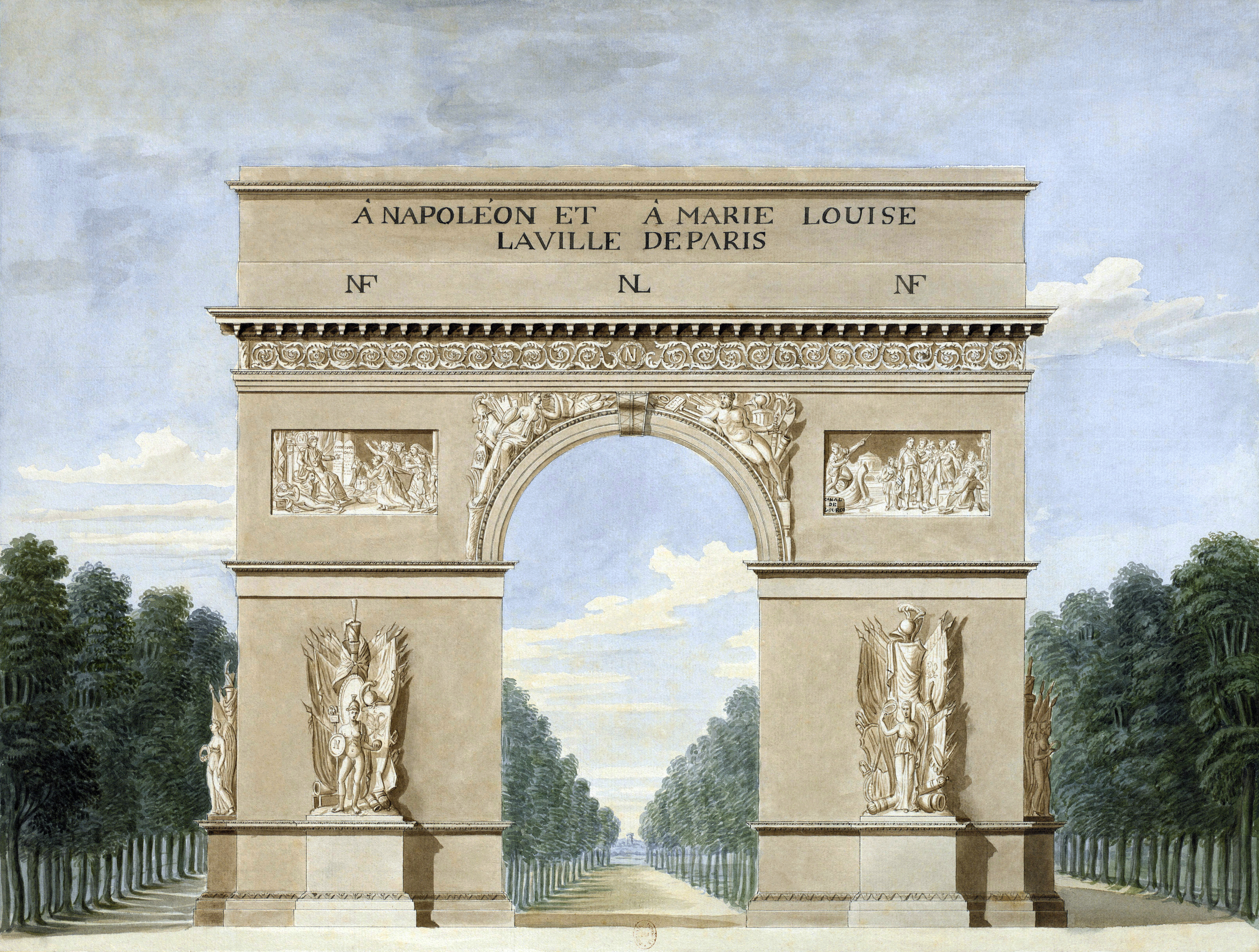
2 de abril de 1810: El Arco de Triunfo de madera construido con motivo de la entrada en París de Napoleón y María Luisa
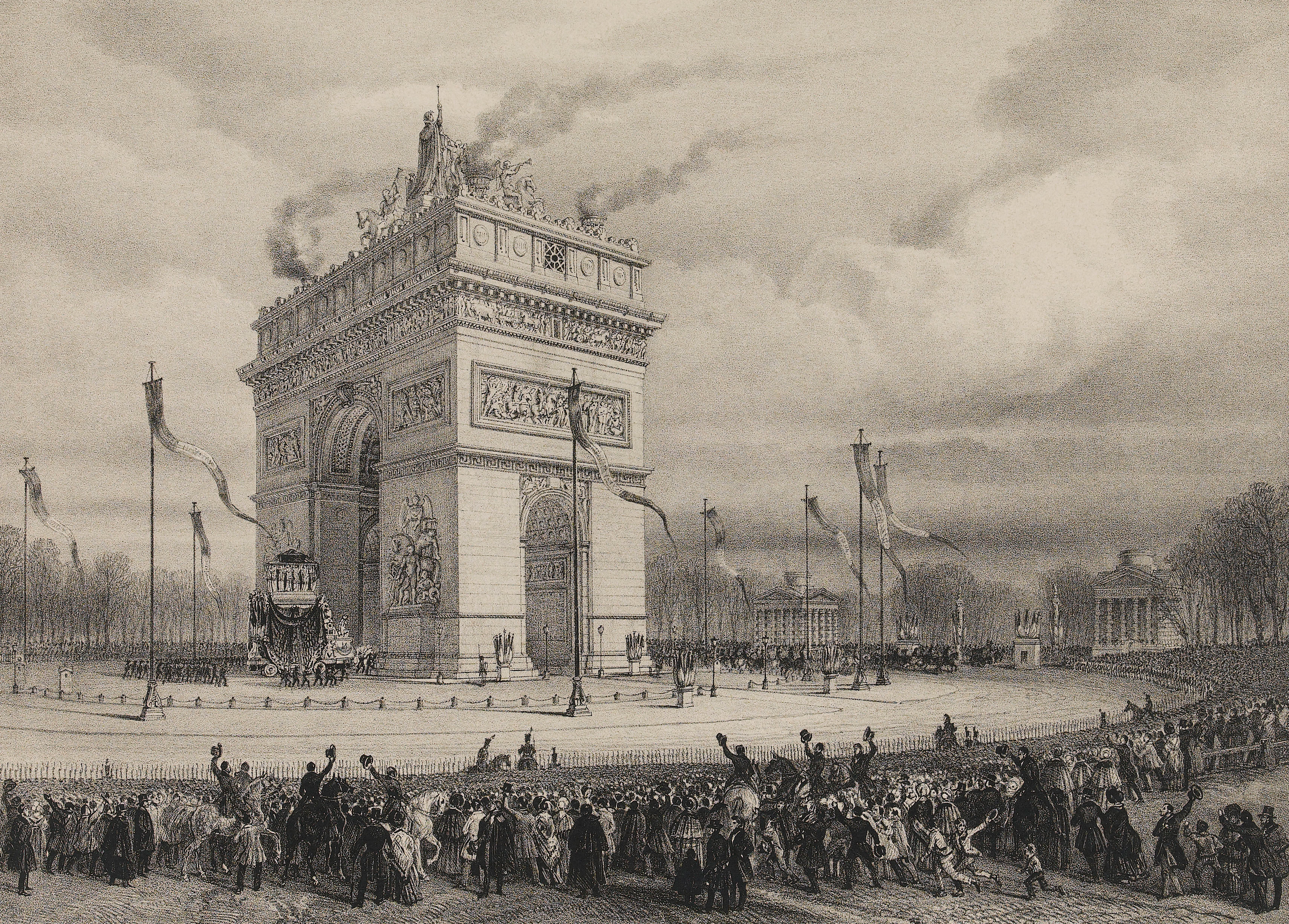
15 de diciembre de 1840: Funeral de Estado de Napoleón
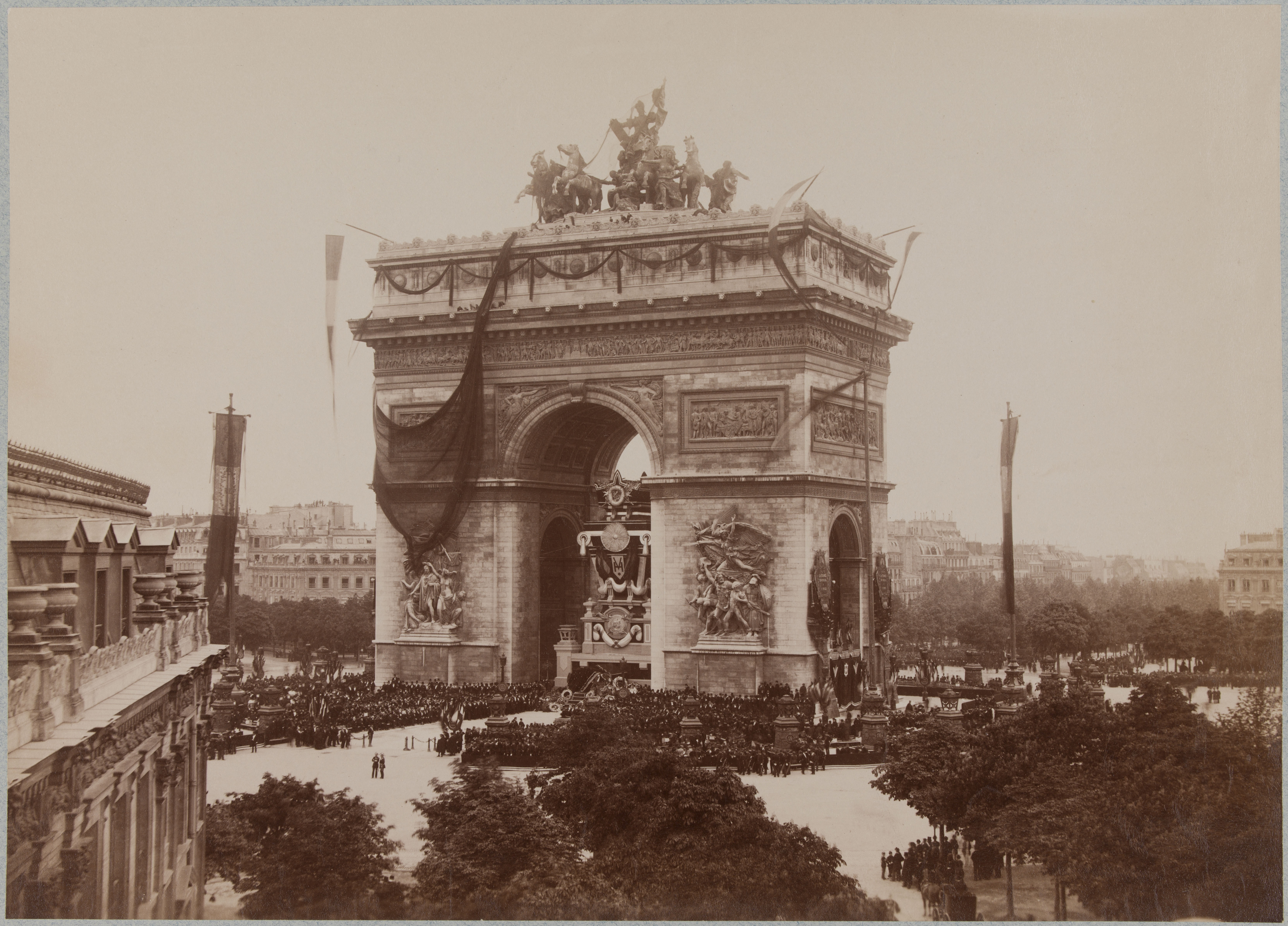
31 de mayo de 1885: Funeral de Estado de Victor Hugo
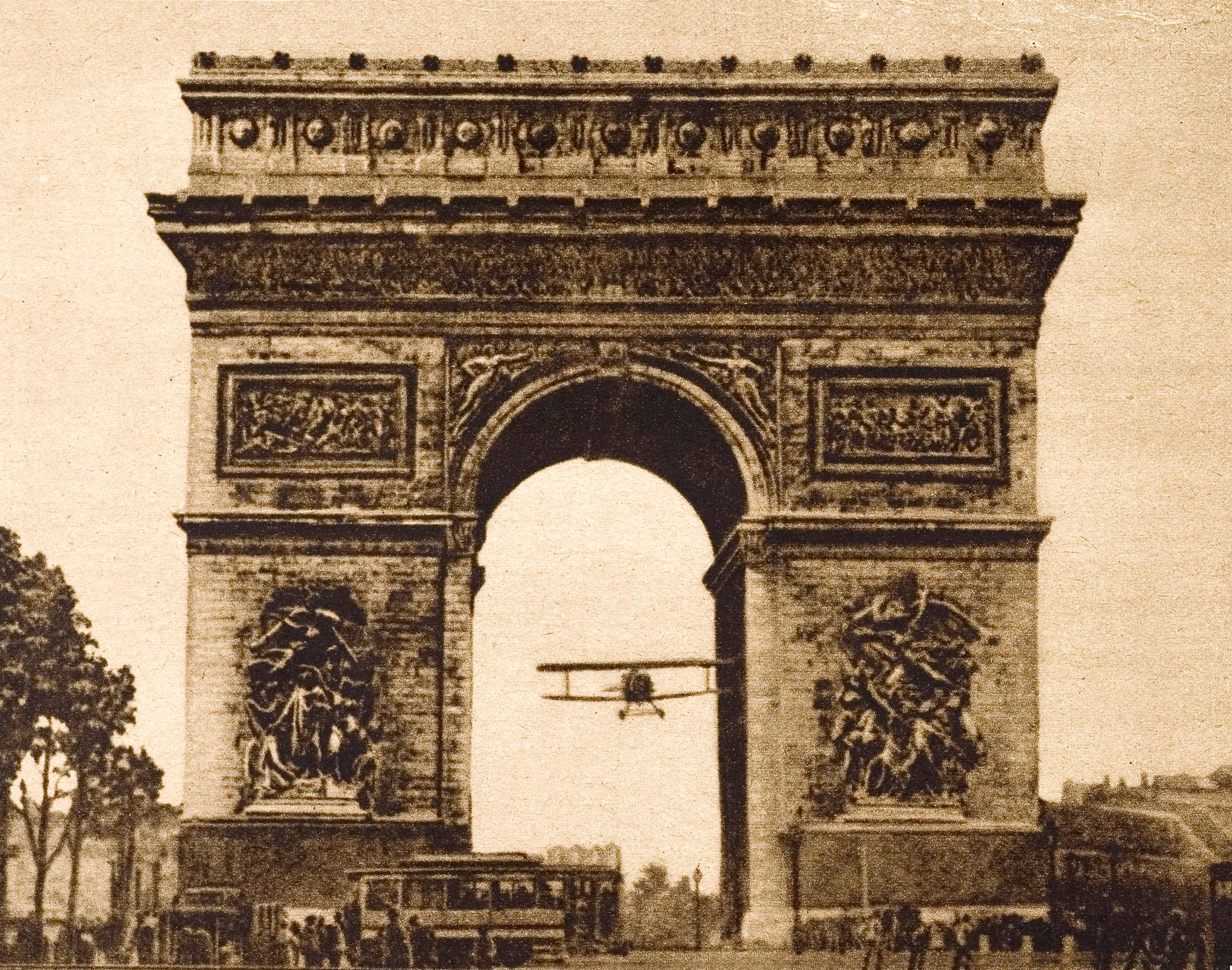
7 de agosto de 1919: Charles Godefroy sobrevolando el Arco de Triunfo
1921: Vista aérea de la plaza de la Estrella en una imagen coloreada
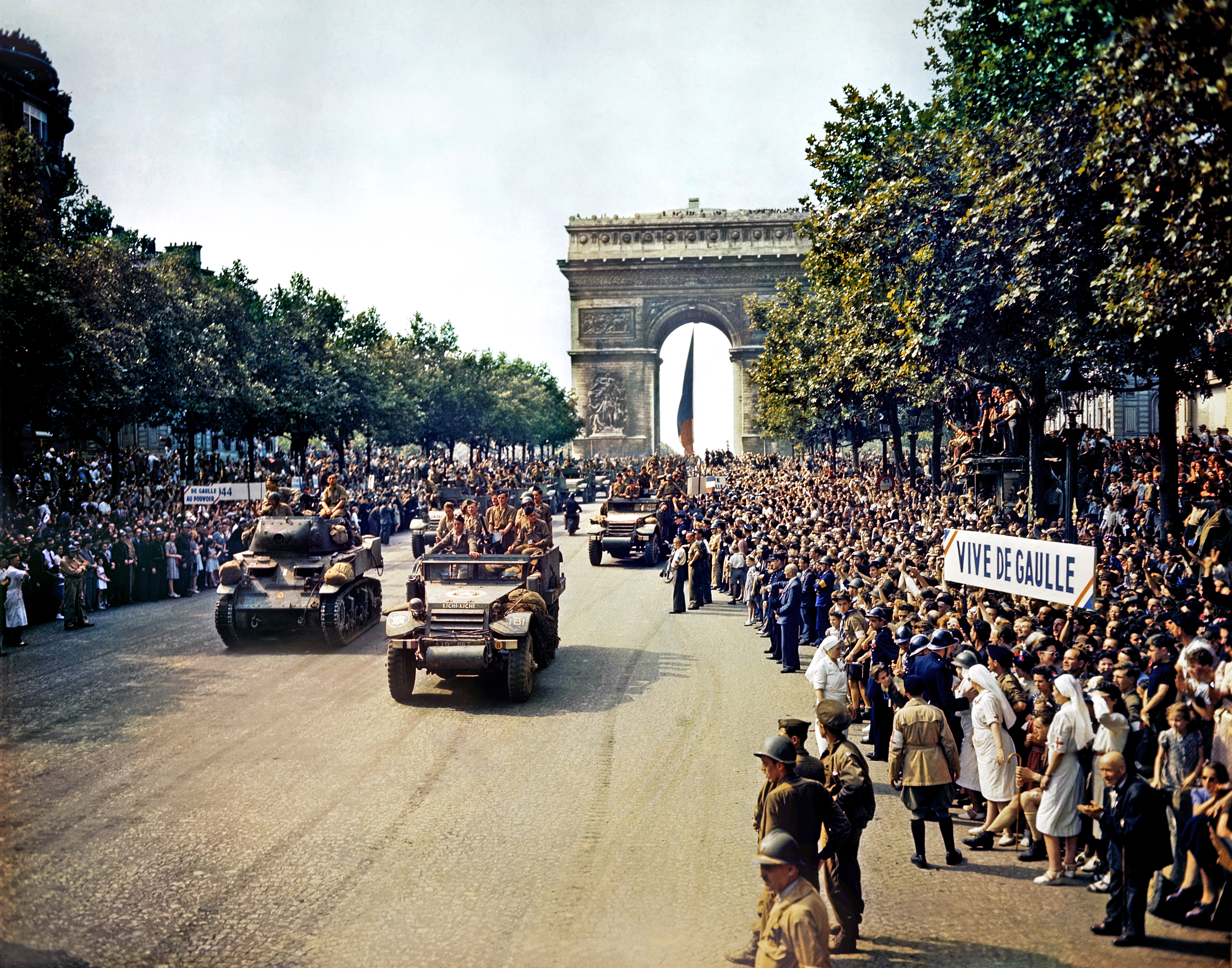
24 de agosto de 1944: Desfile de las Fuerzas Francesas Libres tras la liberación de París
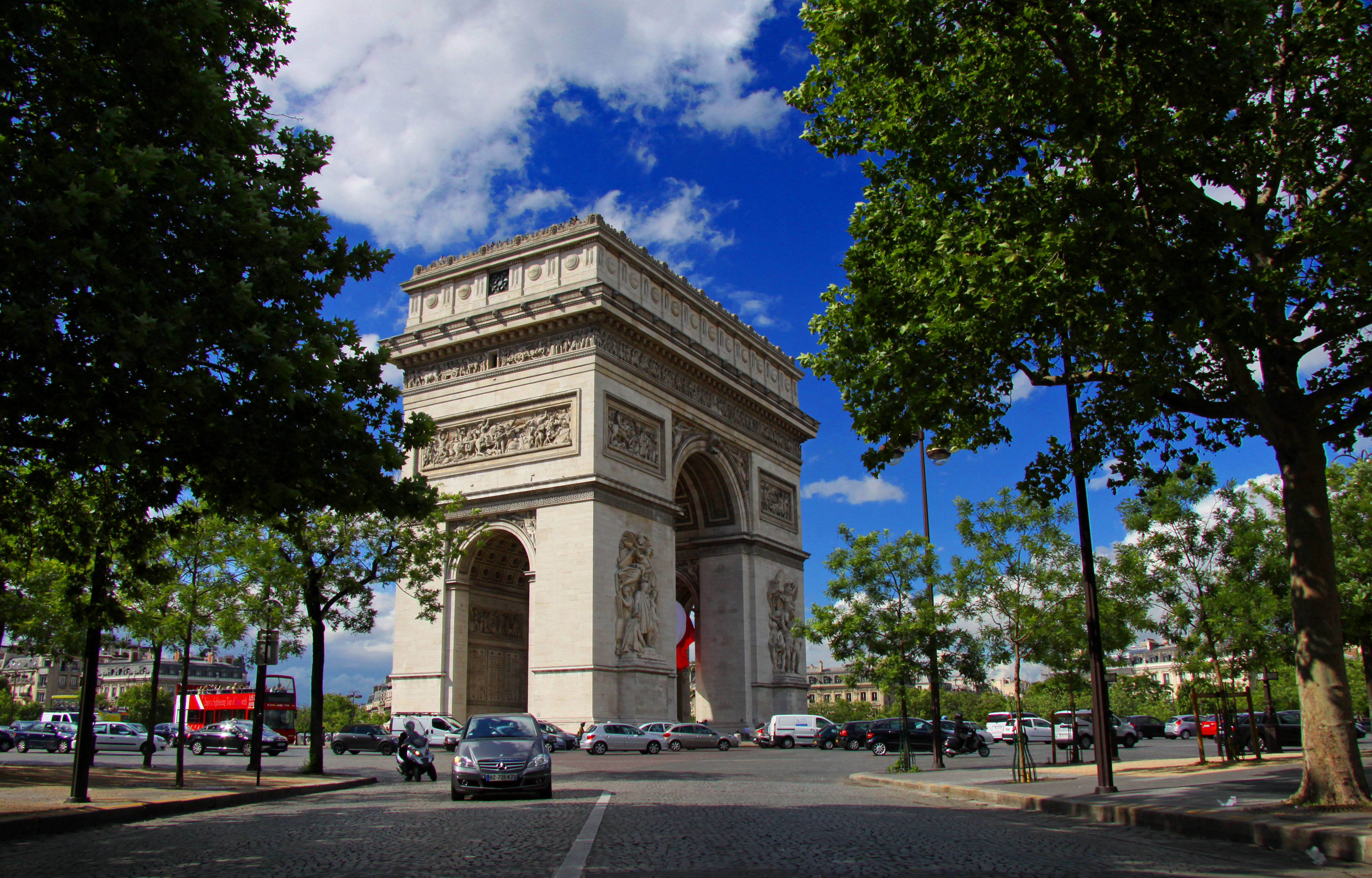
7 de junio de 2012: Vista del Arco de Triunfo
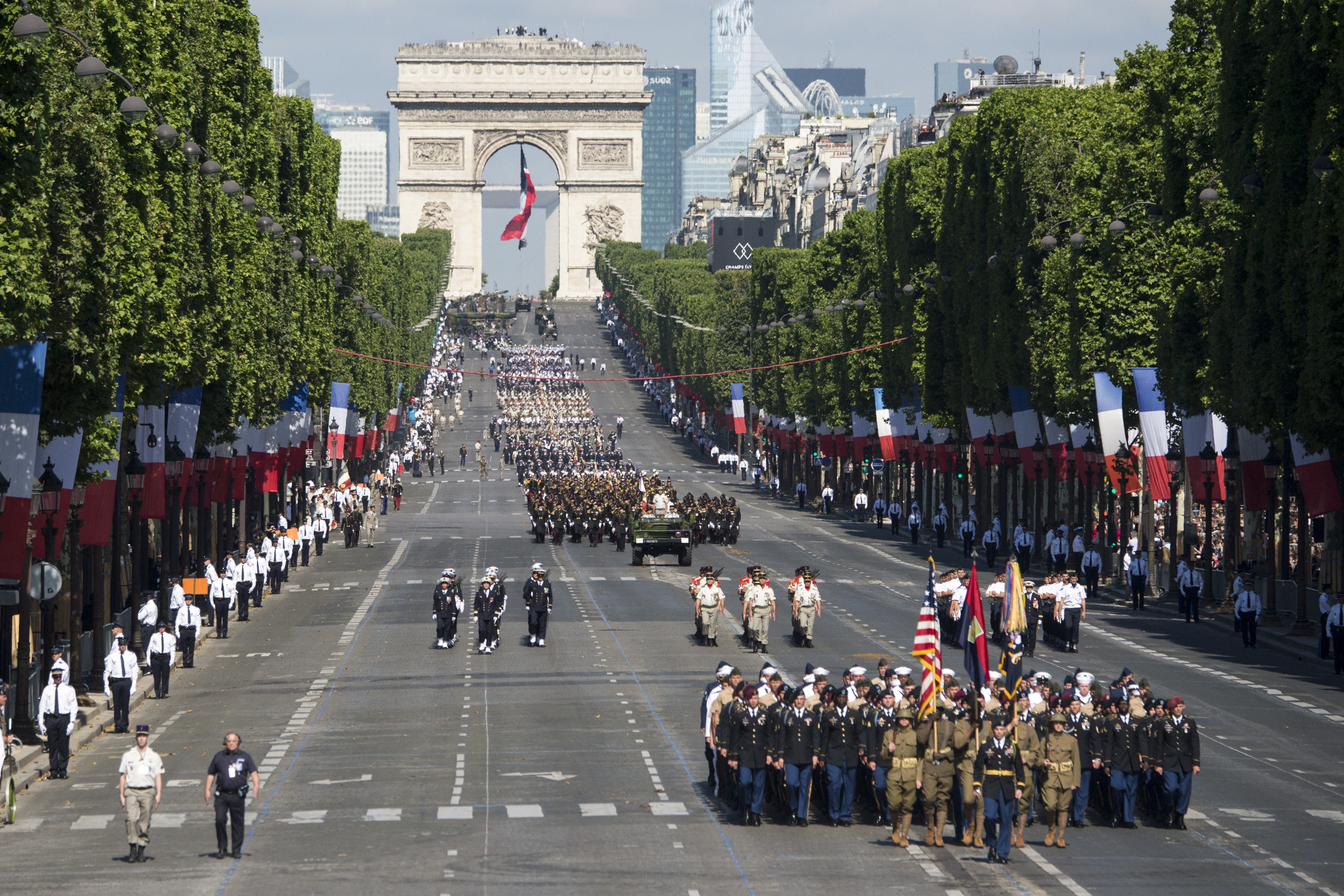
14 de julio de 2017: Desfile militar anual del día nacional de Francia
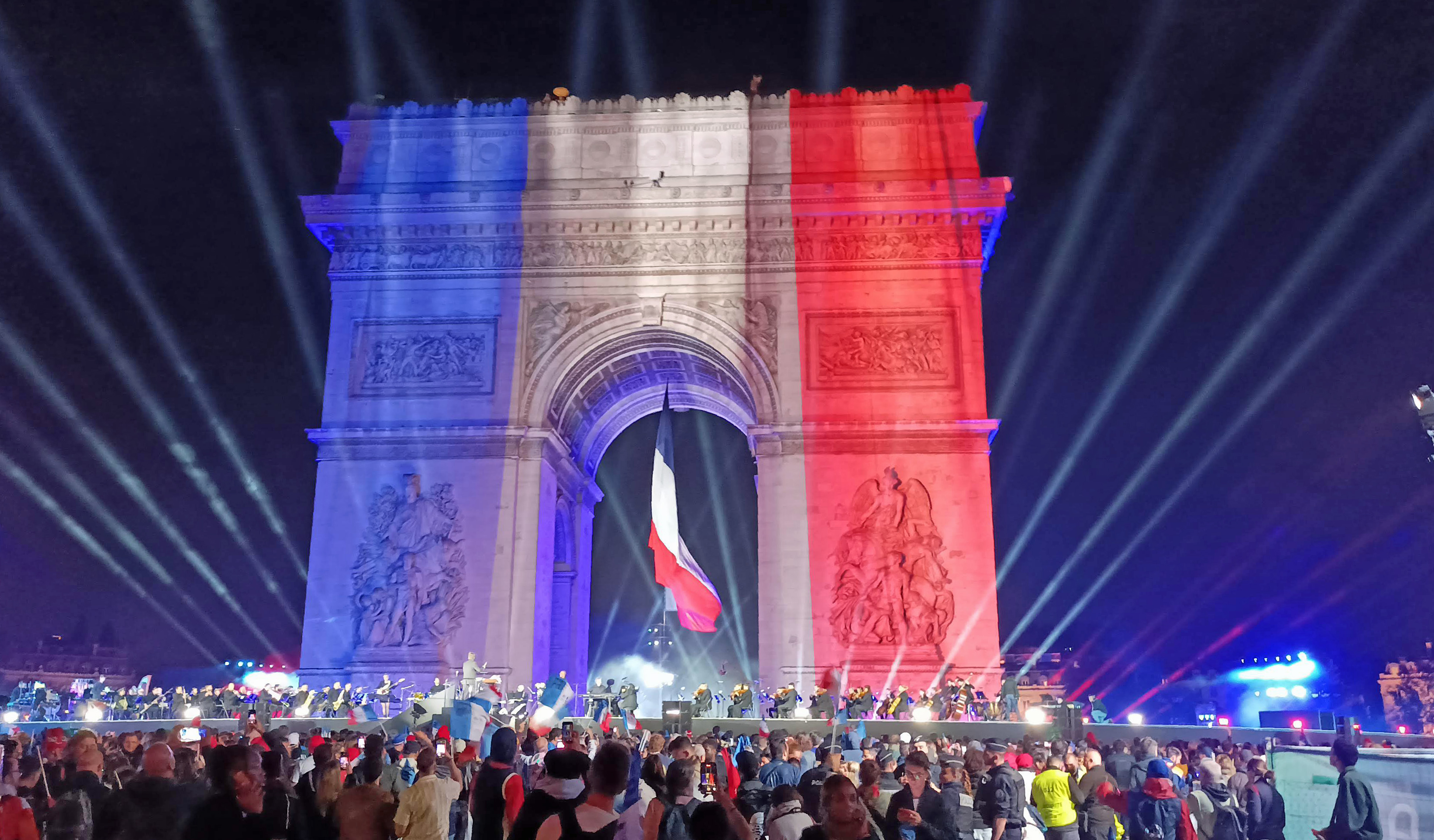
14 de septiembre de 2024: Iluminación del Arco del Triunfo durante los Juegos Olímpicos de París 2024